# 2023

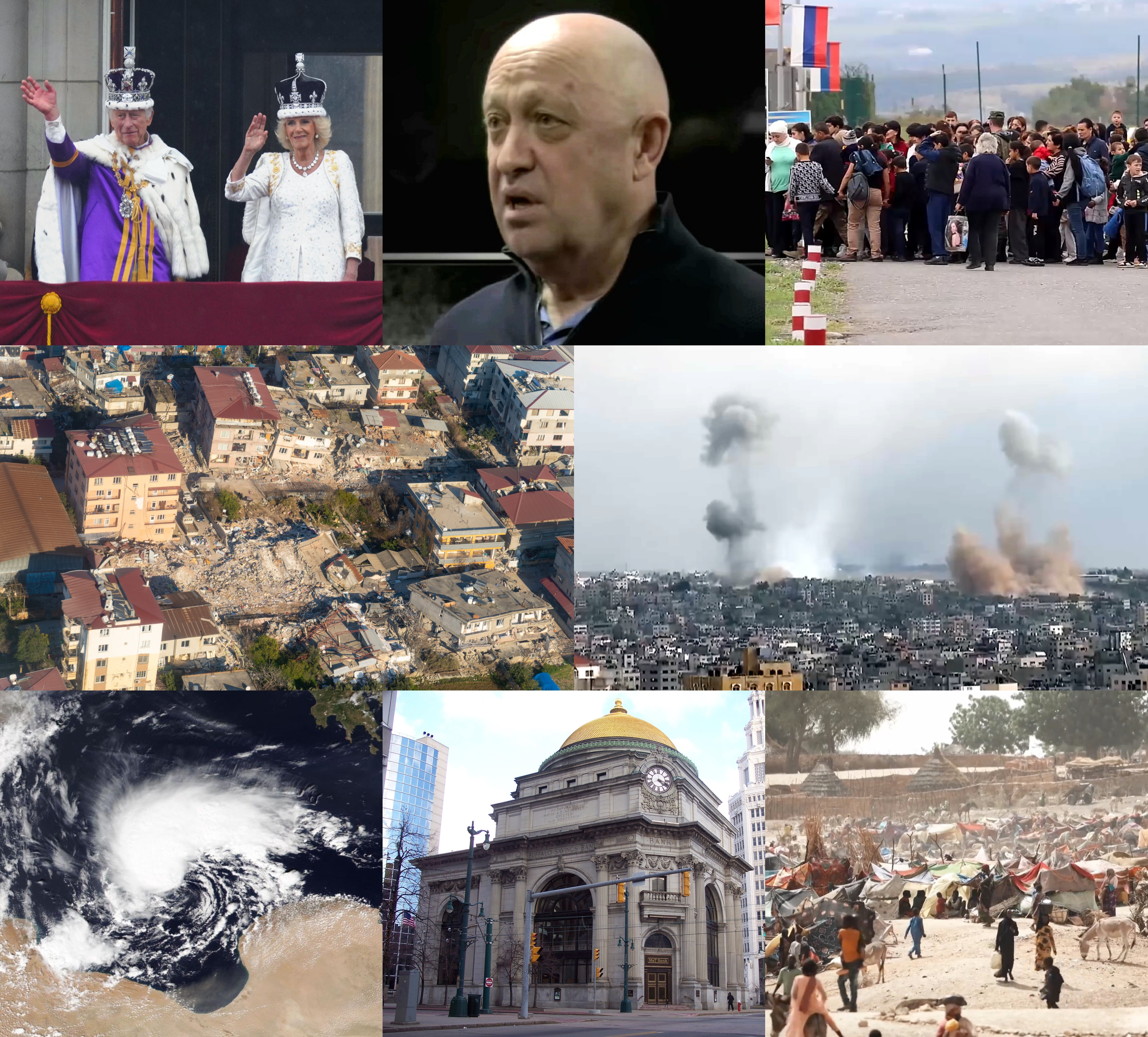
Desde arriba a la izquierda, en el sentido de las agujas del reloj: el rey Carlos III y la reina Camila tras su coronación; Yevgueni Prigozhin, líder del Grupo Wagner, lideró una rebelión contra el gobierno ruso en junio; armenios étnicos de Artsaj evacuados de sus hogares tras la ofensiva azerí; ataques aéreos en Gaza durante la guerra entre Israel y Hamás; refugiados sudaneses en Chad huyendo de la guerra civil; crisis bancaria en Estados Unidos; la tormenta Daniel causó fuertes daños en Libia, Grecia y Bulgaria; vista aérea de Hatay tras los terremotos de Turquía y Siria de 2023.

2023 (MMXXIII) fue un año común que comenzó en domingo en el calendario gregoriano. Fue también el número 2023 anno Domini o de la designación de era cristiana, además de ser el vigésimo tercer año del siglo xxi y del tercer milenio. De igual manera, fue el tercer año de la tercera década del siglo XXI y el cuarto del decenio de los 2020.
El año fue testigo de la disminución y debilitación de la pandemia de COVID-19, y la OMS puso fin a su estado de emergencia sanitaria mundial en mayo. Los conflictos armados como la invasión rusa de Ucrania y la guerra civil birmana continuaron durante este año, y una serie de golpes de Estado, varios conflictos armados y crisis políticas estallaron en numerosas naciones africanas. En octubre se produjo una escalada del conflicto israelí-palestino cuando el grupo militante Hamás, dirigió un ataque contra Israel, lo que llevó a este último a declarar la guerra a Hamás. Además, el conflicto del Alto Karabaj terminó después de que más de 100 000 armenios huyeran de la región tras una ofensiva militar azerí lanzada en septiembre. Los desastres naturales catastróficos incluyeron el quinto terremoto más mortífero del siglo XXI que azotó Turquía y Siria, dejando casi 60 000 muertos; el ciclón Freddy, el ciclón tropical de mayor duración registrado en la historia, que provocó más de 1400 muertes en Malaui y Mozambique; la tormenta Daniel, que se convirtió en el ciclón más mortífero del mundo desde el ciclón Nargis después de matar al menos a 11 000 personas en Libia; y un gran terremoto de magnitud 6,8 que sacudió el oeste de Marruecos, matando a 2960 personas.
2023 fue testigo de una crisis bancaria que provocó el colapso de numerosos bancos regionales estadounidenses, así como la compra de Credit Suisse por parte de UBS en Suiza. En Estados Unidos, los dos bancos más grandes que colapsaron fueron Silicon Valley Bank y First Republic Bank. Además, se anunciaron numerosas adquisiciones en diversas industrias. Algunas de las más grandes y notables fueron las adquisiciones de energía de octubre con ExxonMobil y Chevron comprando Pioneer Natural Resources y Hess respectivamente y el cierre de la adquisición de Activision Blizzard por parte de Microsoft. En el ámbito tecnológico, 2023 ha sido testigo del continuo aumento de los modelos de IA generativa, con un aumento de las aplicaciones en diversas industrias. Estos modelos, que aprovechan los avances en el aprendizaje automático y el procesamiento del lenguaje natural, se han vuelto capaces de crear texto, imágenes y música realistas y coherentes.
El año 2023 fue:
- El Año del Conejo, de acuerdo con el horóscopo chino.
- El Año Internacional del Mijo, de acuerdo con la ONU.[1]
- El Año Internacional del Diálogo como Garantía de Paz, según la ONU.[2]
- El Año del Revolucionario mexicano Francisco Villa.[3]
- El Año más caluroso jamás registrado.[4]

## Acontecimientos

### Enero
- 1 de enero:
  - Se realizaron los festejos del año nuevo en distintas partes del mundo, siendo estas las primeras desde 2020, que se realizan sin restricciones por la pandemia de COVID-19 en la mayor parte del planeta.[5]
  - Se produce un motín en un Centro de Reinserción Social (Cereso) de Ciudad Juárez en México, dejando un saldo de 19 muertos, 15 heridos y 25 reos fugados.[6]
  - Se inician una serie de protestas en Santa Cruz de la Sierra, Bolivia por el arresto del gobernador Luis Fernando Camacho.
  - Toma de posesión de Lula da Silva de su tercer mandato como presidente de Brasil, en sucesión de Jair Bolsonaro.[7]
  - Croacia adopta el euro como moneda oficial y entra al espacio Schengen.[8]

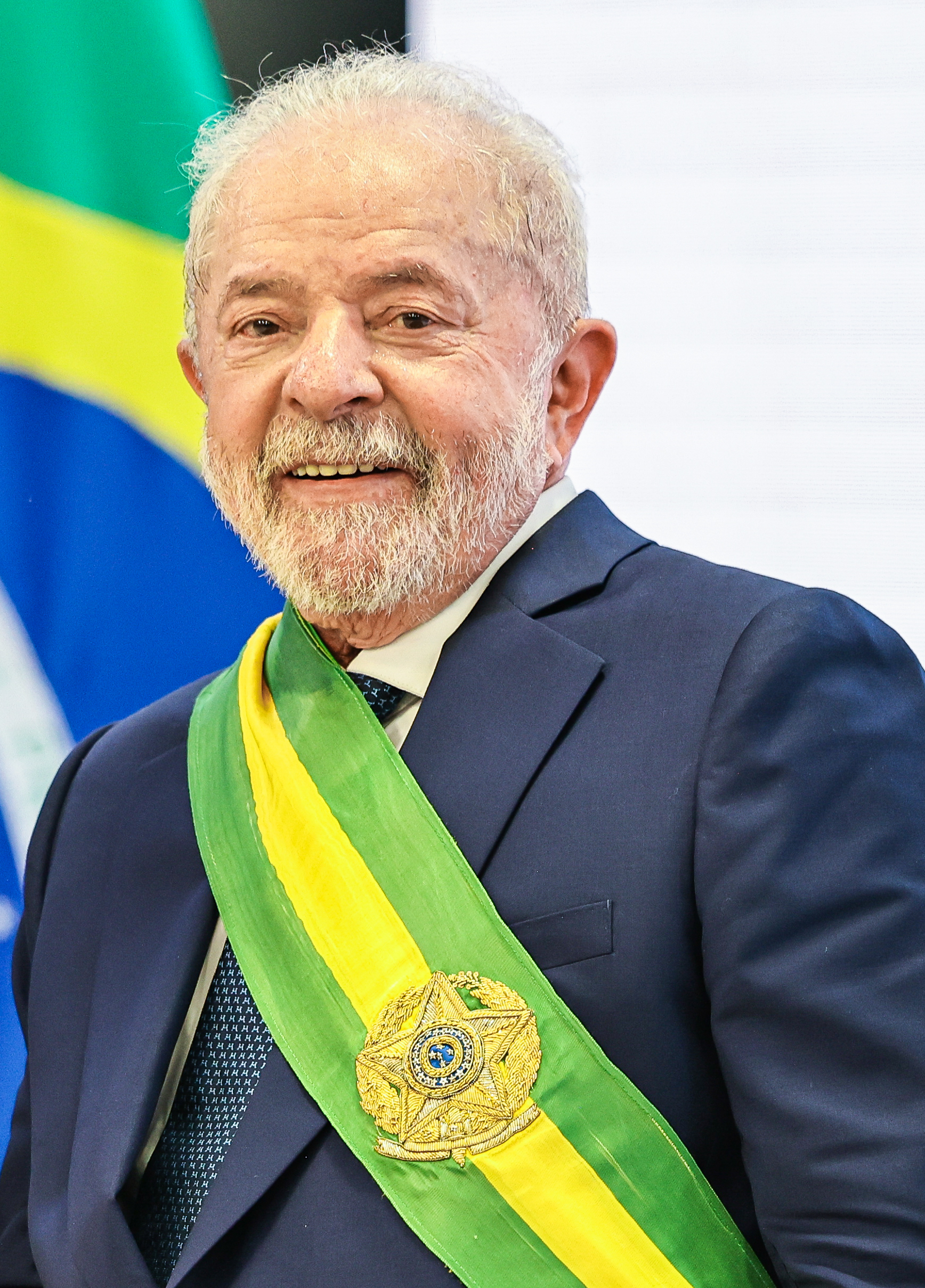
Lula Da Silva es el primer político de la historia de Brasil en ejercer por tercera vez el cargo de presidente. Anteriormente ejerció dos períodos presidenciales, entre 2003 y 2010.

- - Se registra un tiroteo en Florida, donde la policía local, busca a los autores quienes provocaron la muerte de 5 personas.[9]

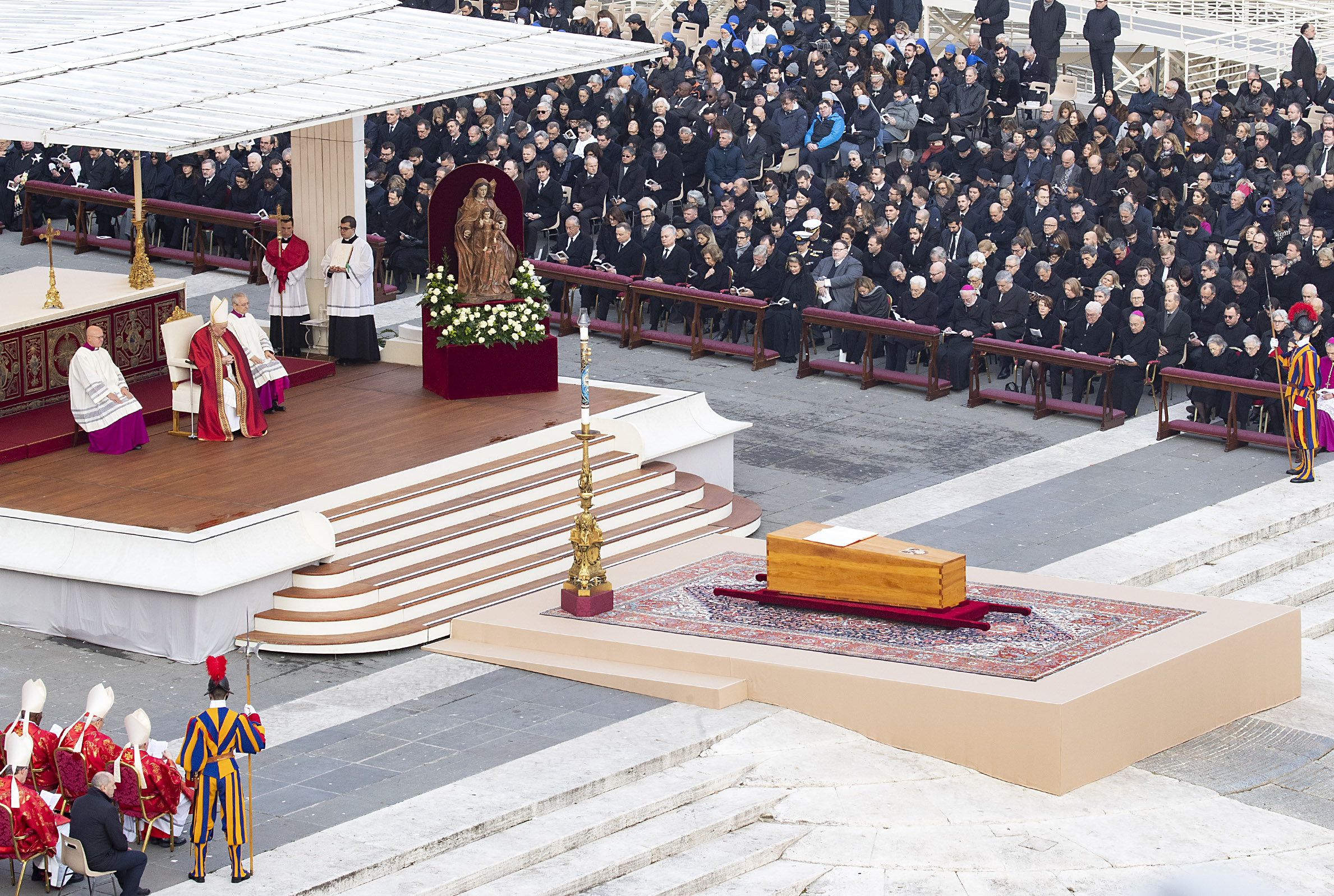
Misa de exequias del papa emérito Benedicto XVI, presidida por el actual papa Francisco.

- - La canción «Blinding Lights» del cantante The Weeknd se convierte en el tema más reproducido en la historia de Spotify.[10]
- 2 de enero:
  - Durante el encuentro entre los Cincinnati Bengals y los Buffalo Bills por la NFL, el jugador de fútbol americano Damar Hamlin, sufre un colapso cardíaco, después de una barrida, sin ocasionar daños considerables.[11][12][13][14]
  - Norma Lucía Piña es elegida ministra presidenta de la Suprema Corte de Justicia de la Nación, convirtiéndose en la primera mujer en ocupar el máximo cargo de presidente de la corte de justicia de México.[15]
- 3 de enero: 
  - Se llevó a cabo el funeral del astro futbolista Pelé, siendo sus restos llevados en procesión, para luego ser enterrado en el Memorial Necrópolis Ecuménica, el cementerio más alto del mundo.[16]
  - Fallece el último astronauta de la misión Apolo 7, Walter Cunningham, después de padecer una enfermedad.[17]
- 4 de enero: 39 personas mueren en un atentado con coche bomba en la provincia de Hiraan, en Somalia, el atentado es atribuido al grupo terrorista Al-Shabaab.[18]
- 5 de enero: 
  - Se llevó a cabo el funeral del papa emérito Benedicto XVI, quien gobernó a la Iglesia Católica del 2005 al 2013, ante la presencia de varios dignatarios del mundo, 4000 sacerdotes, 120 cardenales y 400 obispos y más de 50 000 personas asistieron a las exequias del renunciado pontífice, donde fue enterrado en las Grutas del Vaticano.[19][20][21]
  - El Ejército Mexicano arresta a Ovidio Guzmán López, hijo del narcotraficante Joaquín "El Chapo" Guzmán, en la ciudad de Culiacán, en Sinaloa. Tras esto, se registraron violentas represalias en el estado de Sinaloa,[22] por lo que el gobierno toma medidas para asediar el crimen organizado, que ocasionó 29 muertos y 21 capturados.[23]
  - Se fortalecen las restricciones en el orbe a los vuelos procedentes de China ante el fuerte brote del COVID-19, por el cual hace temer que un nuevo virus esté rondando y temiendo volver al escenario vivido en el 2020.[24]
- 6 de enero: Comienza la tregua por 36 horas entre Rusia y Ucrania, debido a la Pascua ortodoxa, por recomendación de la Iglesia ortodoxa rusa, el cual Ucrania, acoge con frialdad la noticia.[25]
- 7 de enero: 
  - Después de 15 intentos de ser electo como presidente de la Cámara de Representantes de los Estados Unidos, Kevin McCarthy fue electo para asumir el cargo.[26]
  - En la Ciudad de México, se registra el choque de 2 trenes entre las estaciones Potrero y La Raza de la Línea 3 del Metro, dejando una persona fallecida y 59 heridos, además de la suspensión parcial de la línea en la zona del accidente.[27]
- 8 de enero:Simpatizantes de Jair Bolsonaro irrumpen en el Congreso Nacional de Brasil.

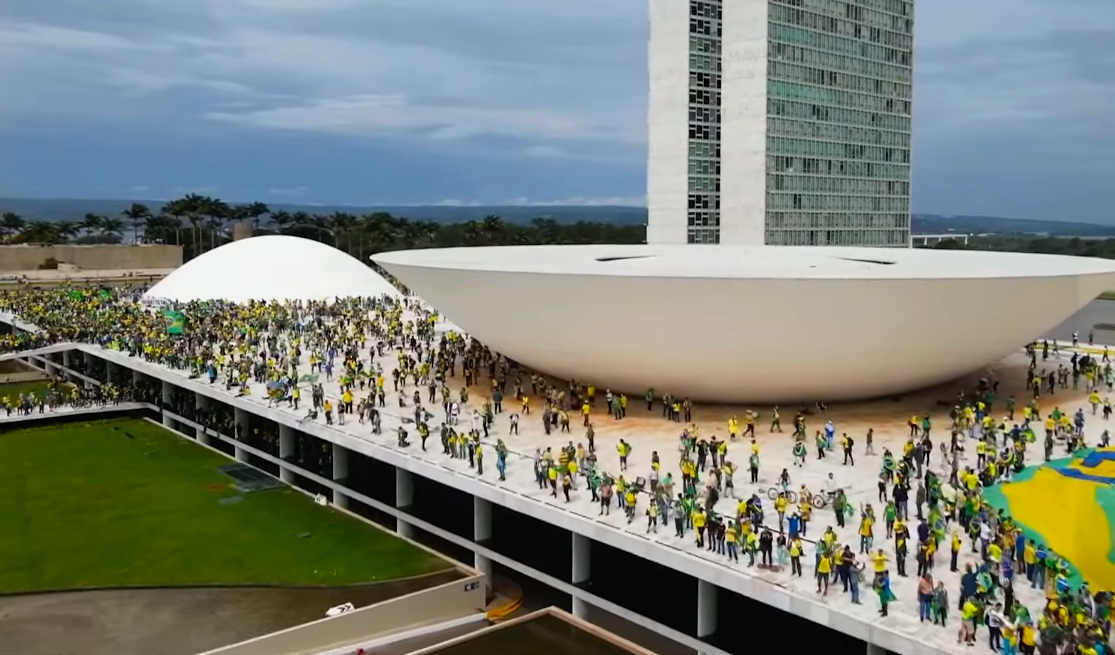
Simpatizantes de Jair Bolsonaro irrumpen en el Congreso Nacional de Brasil.

  - Arriba el presidente de los Estados Unidos, Joe Biden al nuevo Aeropuerto Internacional Felipe Ángeles, ubicado en la Zona metropolitana del valle de México para la Cumbre de Líderes de América del Norte, al día siguiente.[28]
  - Manifestantes simpatizantes del expresidente brasileño Jair Bolsonaro irrumpen en la Plaza de los Tres Poderes, Congreso de Brasil y la Corte Suprema de Brasil en la capital Brasilia, en donde el presidente Lula decretó estado de emergencia. Tiene enorme similitud con el Asalto al Capitolio de Estados Unidos, acontecido en 2021 y ocasionado por seguidores ultraderechistas, aunque este caso es de mayor impacto.[29]
- 9 de enero:
  - Se reporta un nuevo brote de gripe aviar en Ecuador por dos provincias, lo que avive temores de que el brote se extienda nacionalmente, por el cual el Ministerio de Salud del Ecuador, conjuntamente con el Gobierno Nacional fortalecen medidas para evitar la propagación de la gripe en los criadores aviares.[30]
  - El ex presidente de Brasil, Jair Bolsonaro, fue ingresado de urgencia en un hospital de los Estados Unidos, por una nueva recaída de salud, debido a dolores en el abdomen,[31] en medio de masivos cuestionamientos sobre su rol en el violento ataque al Congreso de Brasil, ocurrido el día anterior.[32]
  - El gobierno de China reabre sus fronteras para el vuelo irrestricto, deshaciendo las normas de COVID Cero, promulgadas el año anterior.
- 10 de enero:El rey Constantino II de Grecia, quien fuera el último rey de Grecia, falleció en la tarde del 10 de enero del 2023.

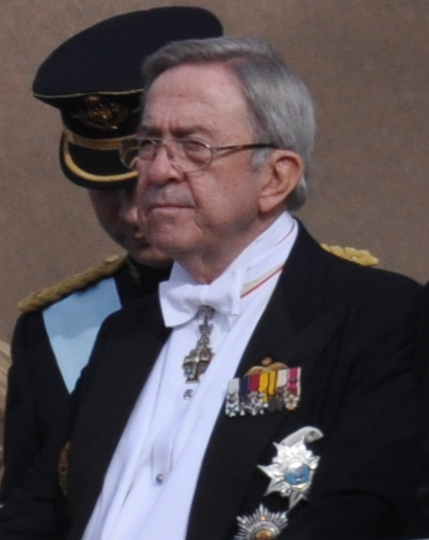
El rey Constantino II de Grecia, quien fuera el último rey de Grecia, falleció en la tarde del 10 de enero del 2023.

  - Fallece en una clínica en Atenas, Grecia el que fuera el último rey del país helénico, Constantino II de Grecia, por un derrame cerebral.[33]
  - Finaliza el soporte extendido del sistema operativo Windows 8.1.
  - Un fuerte terremoto de 7,6 sacude la provincia de Molucas en Indonesia matando a 1 persona, hiriendo a 11 y provocando una alerta de tsunami.
- 11 de enero: 
  - Fallece el músico de blues-rock, Jeff Beck a los 78 años de edad.[34]
  - Se revelan ciertos documentos clasificados en la bodega de la casa del actual presidente de los Estados Unidos Joe Biden papeles comprometedores que podrían poner en riesgo su presidencia y el cual el Depto. de Justicia de los Estados Unidos están tomando procedimientos legales para su investigación.[35]
- 12 de enero: Fallece la cantante y compositora estadounidense Lisa Marie Presley, hija de la leyenda del rock and roll, Elvis Presley, por un fulminante paro cardíaco, dos días después de acudir a la entrega de los Globos de Oro 2022.[36]
- 13 de enero: China informa 60.000 muertes relacionadas con COVID-19 en poco más de un mes, mientras que otro informe estima que 900 millones de personas han sido infectadas, el 64% de la población del país.[37]
- 14 de enero: Se realizó la 71.ª edición del certamen Miss Universo en Nueva Orleans, en donde R'Bonney Gabriel de Estados Unidos se convirtió en la ganadora siendo la 9.ª corona ganada por este país.[38]
- 15 de enero: 
  - Se reanuda el servicio del tramo subterráneo (Mixcoac-Atlalilco) de la Línea 12 del Metro de la Ciudad de México, tras permanecer cerrada por casi 2 años por rehabilitación, tras los incidentes del 3 de mayo de 2021 entre las estaciones Olivos y Tezonco.[39]
  - Las fuerzas armadas de Myanmar incendian por completo la Iglesia católica de Nuestra Señora de la Asunción fundada en 1894, así como un convento contiguo entre otros edificios en la aldea de Chan Thar por considerarlos refugio de opositores a la junta de gobierno que tomó el poder el año anterior.[40]
  - El vuelo 691 de Yeti Airlines se estrella al aterrizar en el aeropuerto de Pokhara, Nepal; no quedan sobrevivientes.
  - Se celebra la Expo 2023 en Buenos Aires, Argentina.
- 16 de enero: 
  - Se llevó a cabo el funeral del rey depuesto de Grecia, Constantino II de Grecia, con la presencia de gran parte de la monarquía euro-asiática y algunos enviados de algunos países del mundo.[41]
  - En Palermo, Italia es capturado por los carabineros de Italia el capo italiano Matteo Messina, líder de la poderosa organización criminal Cosa Nostra.[42]
  - Fallece la actriz italiana Gina Lollobrigida a los 98 años.[43]
- 17 de enero: 
  - Comienza en Davos, Suiza el Foro Económico Mundial, tomado lugar del 16 al 20 de enero, teniendo como temas centrales la inminente recesión económica, resultado de la pandemia, la desigualdad económica y los efectos de la invasión rusa a Ucrania.[44]
  - La activista sueca Greta Thunberg es detenida por fuerzas policiales de Alemania, durante unas protestas por la extensión de una mina de carbón.[45]
  - Fallece la supercentenaria monja Lucile Randon, quien hasta entonces, era conocida como la mujer más longeva del mundo, a la edad de 118 años y 340 días.[46]
- 18 de enero: 
  - Google finaliza su proyecto de videojuegos gratuitos Google Stadia.
  - Un helicóptero con nueve personas a bordo, entre ellas el ministro del Interior de Ucrania y algunos de sus principales asesores, se estrella en un jardín de infantes en la localidad de Brovary, en las cercanías de la capital de Ucrania, Kiev, provocando la muerte de 14 personas y 25 heridos.[47]
  - La primera ministra de Nueva Zelanda, Jacinda Ardern, renuncia a su cargo, aduciendo agotamiento para desempeñar sus funciones y para dedicarse a su familia. Bajo su mandato, Nueva Zelanda fue un ejemplo de éxito de políticas anti-COVID, con lenta propagación y fatalidades bajas.[48]
- 19 de enero:Masivas protestas en todo el Perú.

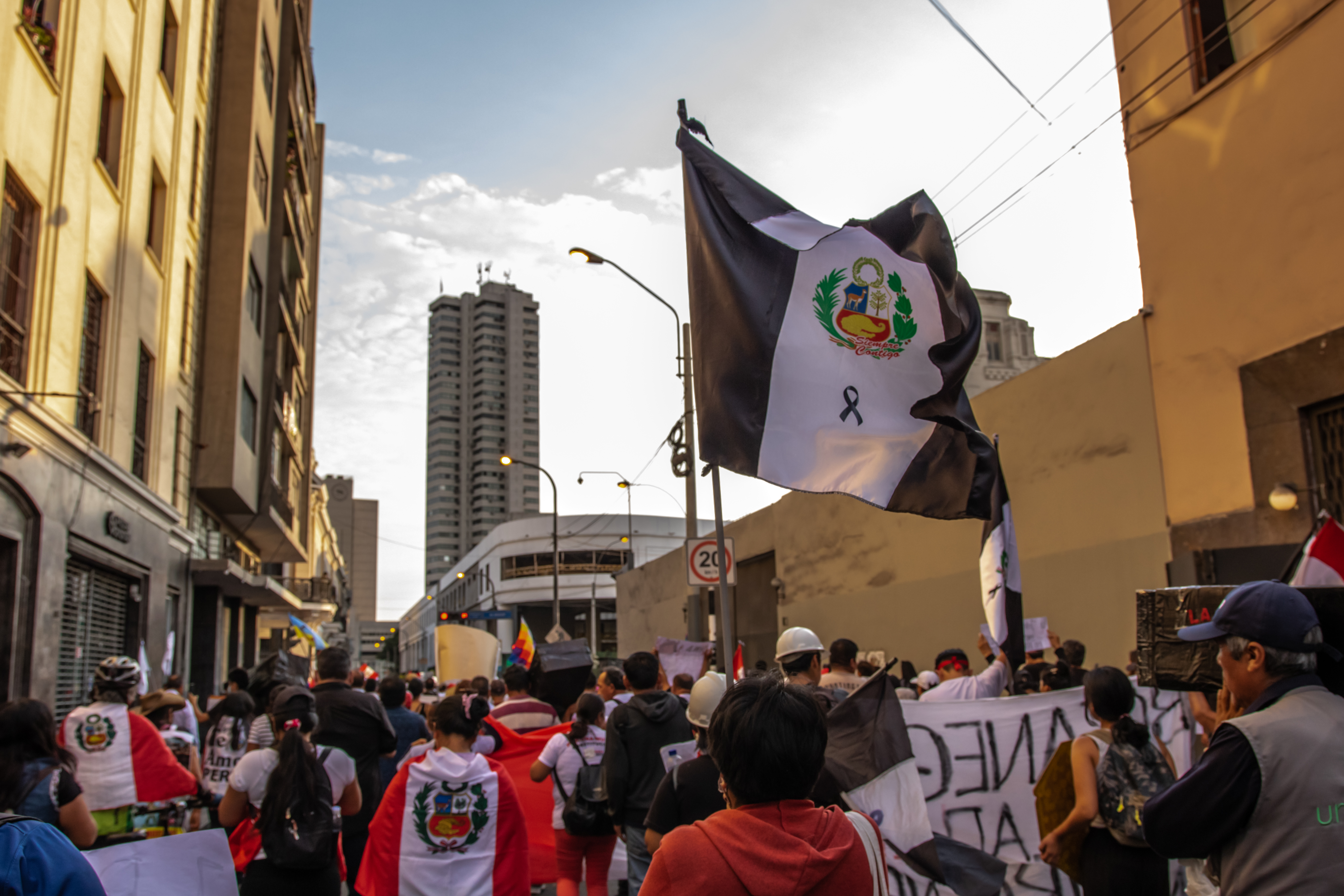
Masivas protestas en todo el Perú.

  - En el Abierto de Australia 2023 se produce el segundo partido más extenso de la historia, en el que el británico Andy Murray se impone al australiano Thanasi Kokkinakis por 4-6, 6-7(4), 7-6(5), 6-3 y 7-5, en un partido que duró unas 5 horas y 45 minutos. El partido inició a las 22:20 hora local y finalizó a las 04:05 del día siguiente. Luego de esto, Murray criticó duramente a los organizadores por colocar los partidos a altas horas de la noche.[49]
  - En Francia continúan las protestas contra el presidente Emmanuel Macron, debido a la reforma de pensiones que prevé aumentar la edad de jubilación a 64.[50]
  - Se elevan a 53 los fallecidos por las manifestaciones dadas en la llamada Toma de Lima, debido al descontento popular hacia al gobierno de Dina Boluarte.[51]
- 20 de enero: En Bélgica se inician los preparativos para celebrar los 50 años de nacimiento de la reina consorte Matilde, concluyendo con una entrevista a la televisión belga. La ceremonia fue entendida por muchos de sus ciudadanos como una copia al estilo realizado por la reina Máxima de los Países Bajos.[52]
- 21 de enero: 
  - Comienzan los eventos en torno al Jubileo de Oro de Carlos XVI Gustavo de Suecia, cuyo punto cúlmine será el 15 de septiembre.[53]
  - El gobierno peruano cierra la icónica ciudadela del Machu Picchu por tiempo indefinido debido a la insurrección, dejando a cientos de turistas atrapados.
  - En California, Estados Unidos, se produce un violento tiroteo en Monterey Park, produciendo cerca de 10 fallecidos, en medio de las celebraciones por el inicio del Año Nuevo Lunar, el autor está prófugo.[54]
- 22 de enero: Concluye el Foro Económico Mundial en Davos, con muchos acuerdos para poder evitar la recesión económica, que amenaza al mundo.[55]
- 23 de enero: 
  - El presidente de Venezuela, Nicolás Maduro, cancela su viaje a Argentina para participar en la cumbre de la Comunidad de Estados Latinoamericanos y Caribeños (CELAC) asegurando que hay "planes extravagantes" de “la derecha neofascista” para interrumpir su visita y agredirlo.[56]
  - Estonia expulsa al embajador de Rusia, como represalia a la expulsión del embajador estonio. Posteriormente, Letonia también echaría a su embajador ruso.
- 24 de enero: En una actualización del Reloj del Apocalipsis, ahora se encuentra a las 23:58:30, a 90 segundos del apocalipsis, debido a la escalada de la guerra.
- 25 de enero: Estados Unidos y Alemania anuncian la decisión de enviar tanques de batalla (31 de Estados Unidos y 14 de Alemania) a Ucrania para luchar contra la invasión de Rusia.[57]
- 26 de enero: Ocurren los Enfrentamientos en Yenín, entre fuerzas israelíes y milicianos palestinos.[58]
- 27 de enero: 
  - Se hacen públicas las imágenes de la violencia policial en la muerte de Tyre Nichols, asesinado por fuerzas policiales estadounidenses el mes anterior.[59]
  - Se produce un tiroteo en una sinagoga en Jerusalén Este.[60]
  - La Organización para la Prohibición de las Armas Químicas concluye que el ataque químico de Guta de 2018 fue perpetrado por el ejército de Siria.
- 28 de enero: 
  - Fallece en un accidente de tránsito el cantautor colombiano Adolfo Pacheco.[61]
  - Al menos 24 personas murieron y un número impreciso resultaron heridos después de que un autobús en que viajaban cayera por un precipicio en la región de Piura, al norte de Perú.[62]
- 29 de enero:
  - Fallece de cáncer la actriz estadounidense Annie Wersching.
  - El tenista serbio Novak Djokovic gana el Abierto de Australia 2023 después de ganarle en la final al griego Stefanos Tsitsipas, y empata al español Rafael Nadal en títulos de Grand Slam.[63]
  - Se llevó a cabo la 2.ª edición de los Premios Esland en el Auditorio Nacional ubicado en la Ciudad de México, donde resultó ganador el influencer español, Ibai Llanos.
- 30 de enero: Al menos 100 personas mueren y otras 225 resultan heridas luego de que un atacante detonara su cinturón explosivo en una mezquita en Peshawar, Jaiber Pastunjuá, Pakistán.[64]
- 31 de enero: El Papa Francisco aterriza en Kinsasa en una visita a la República Democrática del Congo, primera visita papal al país desde 1985, además de haber planeado visitar Sudán del Sur en el mismo viaje.

### Febrero
- 1 de febrero:
  - En Australia finalmente es encontrada una pequeña cápsula radioactiva que había desaparecido hacía una semana en la región de Kimberley y que pertenecía a la empresa minera Rio Tinto. Éste instrumento podría haber representado un grave peligro para la población local, pero aun así faltaba uno de los 4 pernos y tornillos de montaje.[65]
  - Máxima aproximación a la Tierra del cometa C/2022 E3 (ZTF) —descubierto en 2022 y conocido popularmente como "cometa verde"—, que, se espera, sea relativamente visible en todo el mundo. La última vez que este cometa se acercó a la Tierra, ocurrió hace 50 mil años aproximadamente.[66]
  - En República Dominicana, se registra un terremoto de 5,3, en la misma falla donde se registró el devastador terremoto de Haití de 2010, sin reportarse muertos ni daños.[67]
- 2 de febrero: 
  - Fallece el expiloto francés Jean-Pierre Jabouille.Trayectoria que se cree que el globo chino realizó en  Estados Unidos.

Trayectoria que se cree que el globo chino realizó en USA.

  - Se produce el incidente de los globos chinos de 2023.[68]
- 3 de febrero: 
  - En Tailandia, el gobierno alertó sobre los altos niveles de contaminación por polvo fino 2.5 en el ambiente, una sustancia tóxica para el ser humano. Y en la misma línea, el primer ministro Prayut Chan-o-cha aconsejó a los ciudadanos usar mascarillas al salir y considerar trabajar desde casa para evitar la contaminación, misma exhortación que hizo a las empresas para con sus empleados.[69]
  - Una serie de incendios forestales ocurren en el sur de Chile, consumiendo cientos de hectáreas en tres regiones del país, y matando a 23 personas.
  - Estados Unidos acusa a China de violar su soberanía con el globo que sobrevolaba su territorio, alertando que se registró otro globo que sobrevolaba alrededor de Latinoamérica, siendo reportados varios objetos en los espacios aéreos de Colombia, Rumania, Moldavia, Canadá, Costa Rica y Venezuela.
  - Un accidente ferroviario ocurre en el pueblo de East Palestine, Ohio, Estados Unidos, en el que un tren que transportaba material peligroso, incluido cloruro de vinilo, descarriló, provocando un incendio que duró varios días, y la declaración de estado de emergencia.
- 4 de febrero: 
  - En Honduras explota una subestación de energía eléctrica en Comayagua, dejando sin energía eléctrica al centro del país y afectaciones graves en los Departamentos de Comayagua, Intibucá y La Paz.
  - La Administración Aérea de los Estados Unidos cierra el espacio aéreo de la Costa Este, luego de que el presidente estadounidense Joe Biden ordenara el derribo del globo en el Océano Atlántico, donde termina siendo derribado. Desde la Segunda Guerra Mundial no se derribaban objetos aéreos en el país.
- 5 de febrero: 
  - Tienen lugar las elecciones seccionales en Ecuador, los resultados fueron favorables para el Movimiento Revolución Ciudadana liderado por el expresidente Rafael Correa con un 22% de los votos.
  - La cantante estadounidense Beyoncé sobrepasa al conductor húngaro Georg Solti en cantidad de Grammys ganados.
- 6 de febrero:Ruinas de un centro comercial colapsado en Diyarbakır, Turquía tras el sismo.

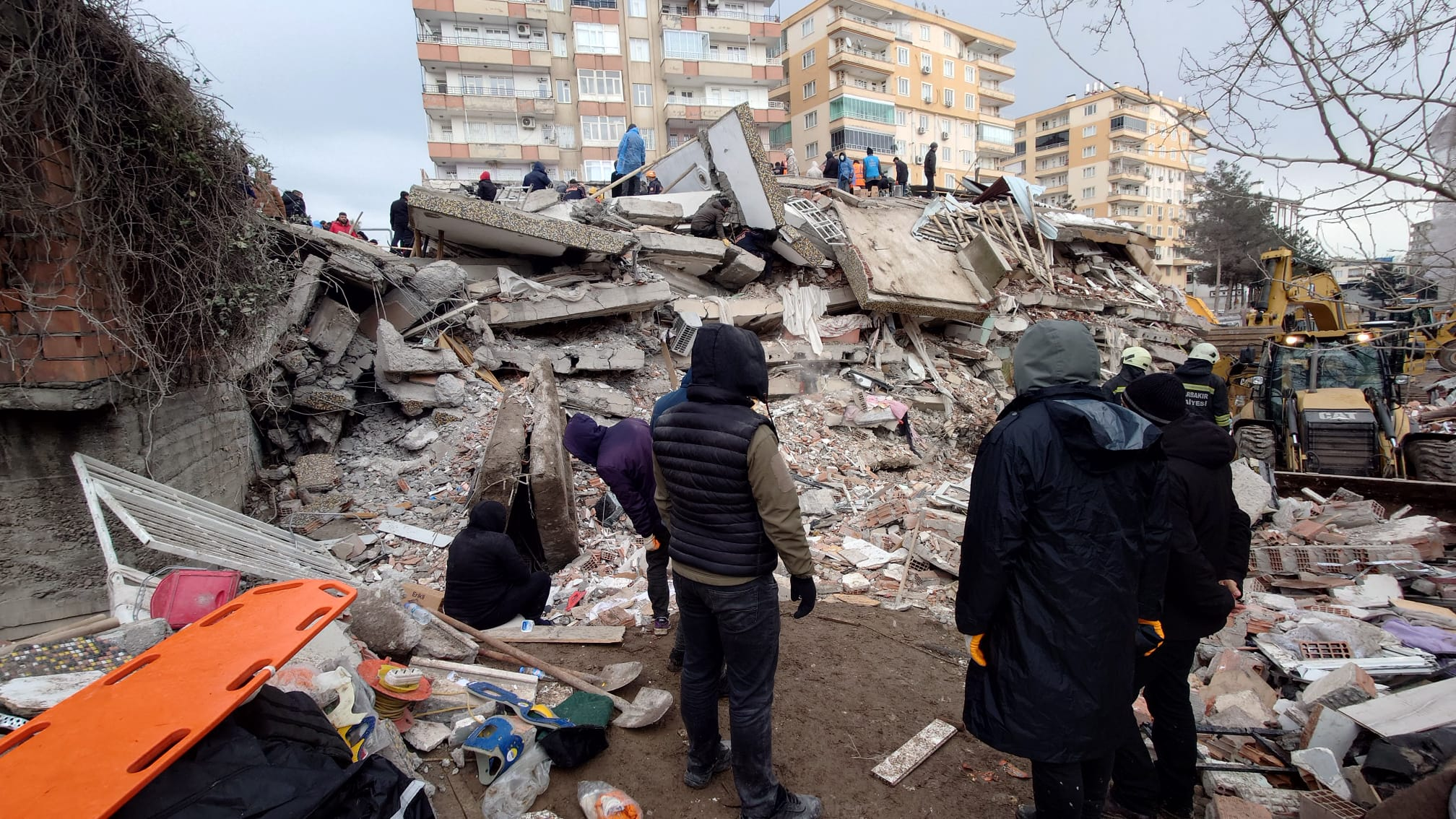
Ruinas de un centro comercial colapsado en Diyarbakır, Turquía tras el sismo.

  - Un gran y devastador terremoto de 7,8 en la escala de Richter sacude el sureste de Turquía y el norte de Siria, dejando un saldo de 62.153 muertos y 121.713 heridos en ambas naciones. Se reportaron 53.677 muertos y 107.213 heridos sólo en Turquía, mientras que en Siria se registraron 8.476 muertos y al menos 14.500 heridos, aunque producto de la precariedad de las mediciones sirias, hace imposible su exactitud.[70] El terremoto es sentido en Líbano, Irak, Israel, Armenia y Chipre, incluso en Groenlandia, según el Instituto Geológico Danés.[71] La guarda marina de Italia advirtió de una alerta de tsunami, que luego fue desestimada.
  - El mismo día se registra un nuevo terremoto de 7,7 con epicentro en Elbistan, Turquía. Dejando a su paso en Turquía y Siria nuevos daños en edificios y derrumbes en edificios previamente dañados por el terremoto de 7,8 registrado nueve horas antes, además de cientos de heridos y numerosas víctimas mortales, provocando un desastre humanitario.[72]
  - Se produce una alud de tierra en la región de Arequipa, Perú; dejando al menos 40 personas muertas y 200 damnificados.[73]
- 7 de febrero: El baloncestista estadounidense LeBron James, rompe el récord total de puntos anotados, en poder de su compatriota Kareem Abdul-Jabbar por 39 años, durante el partido de la temporada regular de la NBA, que su equipo, Los Angeles Lakers, jugaban contra el Oklahoma City Thunder, alcanzado en ese momento 38.390 puntos, proclamándose de esta manera como el máximo anotador de la historia de la liga.[74]
- 8 de febrero: En un viaje relámpago el rey Carlos III, recibe al presidente ucraniano Volodímir Zelenski y después visita al primer ministro Rishi Sunak, el cual manifiesta su claro compromiso del país británico con los ucranianos en el marco de la invasión rusa en Ucrania.[75]
- 9 de febrero: El régimen de Daniel Ortega, expulsa del país a 222 opositores acusándoles de "traición a la Patria", sin antes despojarlos de su nacionalidad, el cual estos últimos llegan a los Estados Unidos, la mayoría de ellos se reúnen con sus familiares, del cual el gobierno del presidente de los Estados Unidos Joe Biden, les va a conceder una visa humanitaria, el cual ha desatado la ira de la bancada republicana, por la tibieza del presidente Biden con el dictador nicaragüense por el no respeto a los valores democráticos y a la democracia misma del país centroamericano.[76][77]
- 10 de febrero: Fallece el expolítico colombiano Samuel Moreno.
- 11 de febrero: Estados Unidos derriba un objeto volador no identificado, que sobrevolaba las costas de Alaska.
- 12 de febrero: En el Super Bowl LVII, Kansas City Chiefs derrotó a los Philadelphia Eagles por 38-35, de esta manera consigue su tercer título en su historia y su segundo trofeo tras el conseguido en 2019.[78]
- 13 de febrero: 
  - Un asteroide de un metro de diámetro se estrella contra la atmósfera sobre el Canal de la Mancha, siendo visible en el cielo nocturno en el norte de Francia, el sur de Reino Unido y Bélgica.
  - Un hombre de 43 años perpetra un tiroteo en la Universidad de Míchigan en Estados Unidos, matando a 3 estudiantes y dejando 5 heridos. El atacante posteriormente se suicida.
  - Corea del Sur y Tailandia firman un acuerdo para cooperar en la realización de un estudio de viabilidad para un puerto espacial.[79]
- 14 de febrero: El secretario general de la OTAN, Jens Stoltenberg, durante la reunión de ministros de defensa del organismo en Bruselas, declara el anuncio de acelerar el envío de armas a Ucrania, ante una inminente ofensiva rusa, ante esto el presidente de Polonia, Andrzej Duda supervisa el envío y la práctica de los tanques Leopard 2 por parte de soldados ucranianos.
- 15 de febrero: 
  - Un bus que llevaba migrantes se accidentó en la Provincia de Chiriquí, Panamá, dejando un saldo de 39 muertos.[80]
  - En un centro comercial de El Paso, Estados Unidos se produce un tiroteo que provocó un muerto y tres heridos.
  - Un multitudinario paro nacional tiene lugar en Bogotá, Colombia, contra las reformas políticas del gobierno de Gustavo Petro.
- 16 de febrero: 
  - Un alto líder del Estado Islámico fue asesinado durante un ataque con helicóptero de Estados Unidos en Siria. Esto ocurrió horas antes de que ésta organización terrorista perpetrara un atentado que dejó 53 muertos, también en Siria.[81]
  - Colombia y Venezuela retoman un acuerdo comercial suscrito por ambos países en 2011, y congelado desde 2015 debido a la ruptura de relaciones bilaterales luego de que Colombia reconociera a Juan Guaidó como presidente interino de Venezuela, en vez de a Nicolás Maduro.[82]
  - Tienen lugar una serie de protestas en las principales ciudades de Francia, en contra del proyecto de ley de reforma de la edad de jubilación de 62 a 64 años por parte del gobierno de Emmanuel Macron.
  - Durante la conmemoración del 15° aniversario de la declaración de Kosovo, en Belgrado, la policía arresta a tres ultraderechistas prorrusos quienes realizaban disturbios en una marcha nacionalista, llamando a una insurrección contra el gobierno de Aleksandar Vučić.
- 17 de febrero: La Organización de las Naciones Unidas envía 143 camiones con ayuda humanitaria para los damnificados de terremotos de Turquía y Siria.
- 18 de febrero: En medio de la Conferencia de Seguridad de Múnich, tiene lugar un debate de líderes políticos sobre la solución de una salida al fin de la Invasión rusa de Ucrania, en la que Alemania acordó el envío de armamento a Ucrania como una respuesta conjunta de la OTAN, mientras China anuncia un plan de diálogo entre Rusia y Ucrania.
- 19 de febrero: El secretario de estado de Estados Unidos, Antony Blinken, anuncia el rechazo del plan de paz chino para Ucrania, advirtiendo China si está envía armas a Rusia.
- 20 de febrero: 
  - En Düsseldorf, Alemania se confirma un tercer caso de un paciente curado del VIH/sida luego de ser sometido a un trasplante de células madre.[83]
  - El presidente de Estados Unidos, Joe Biden, realiza una visita oficial a Kiev, Ucrania, reuniéndose con el presidente Volodimir Zelensky, posteriormente realizó una visita oficial a Varsovia, Polonia, reuniéndose con el presidente Andrzej Duda, en el marco de conmemoración del 1° aniversario de la invasión rusa.
- 21 de febrero: Se produce los esperados discursos del presidente ruso Vladímir Putin y el presidente estadounidense Joe Biden en los parlamentos de Rusia y Polonia respectivamente, a pocos días de conmemorar el primer aniversario de la invasión rusa a Ucrania, generando interés de China y el mundo.[84] En la expectativa de los discursos, el gobierno de Rusia suspende su participación en el tratado START III, el último tratado de control de armas nucleares con Estados Unidos, abriendo la posibilidad concreta del uso libre de armas nucleares en el conflicto.
- 22 de febrero: La primera ministra de Italia, Giorgia Meloni, realiza una visita oficial de apoyo al presidente Volodimir Zelensky en Kiev.
- 23 de febrero: 
  - Una operación israelí contra miembros de Hamás deja 11 muertos y más de 100 heridos en la Franja de Gaza.
  - En México, el presidente nacional del Partido Acción Nacional (Por sus siglas, PAN), Marko Cortés Mendoza, por medio de un video en la red social Facebook, llama a que el domingo 26 de febrero la gente salga a las calles a manifestar para defender al Instituto Nacional Electoral (Por sus siglas, INE) y proteger la democracia después de que se anunciara que Mario Delgado Carrillo y Adán Augusto López del partido Morena pensaran en exterminar al INE, comentando que lo hacen porque tienen miedo de perder las elecciones presidenciales de 2024, esto bajo el #ElINENoSeToca.
- 24 de febrero: 
  - En todo el mundo se dan manifestaciones de protesta y de solidaridad con Ucrania, para recordar el primer aniversario de la invasión rusa a Ucrania de 2022, en las afueras de cada embajada rusa en el mundo.[85]
  - La presidenta peruana Dina Boluarte decide expulsar al embajador del Perú en México de manera definitiva, por el apoyo mexicano a su predecesor, Pedro Castillo.[86]
- 25 de febrero: El canciller de Alemania, Olaf Scholz realiza una visita oficial a la India, reuniéndose con el primer ministro Narendra Modi, buscando atraer a la región a Occidente, como forma de aislar a Rusia.
- 26 de febrero:
  - En Calabria, Italia, se produce un naufragio de una embarcación de Turquía, dejando al momento 60 muertos, por el cual están siendo investigadas las causas del hundimiento.[87]
  - En Perú entra en vigencia la Ley del Teletrabajo, el cual hasta ahora no estaba regulado en ese país.[88]
  - En México, cientos de miles de personas se manifiestan en el Zócalo de la Ciudad de México en manifestación para que el gobierno no desintegre el INE, con pancartas de su negación al Plan B de la 4T, refiriéndose que no quieren que México se vuelva un país comunista similar a Venezuela. Asimismo, muchas otras personas en otros 25 Estados también se manifiestan en sus respectivos estados y ciudades, mientras que los simpatizantes del presidente Andrés Manuel López Obrador y el partido Morena califican a las manifestaciones como innecesarias y racistas.
- 27 de febrero: 
  - Chile decide militarizar su frontera con los vecinos Perú y Bolivia debido a la crisis migratoria. El Ejército de Chile contribuirá al refuerzo de los controles policiales que se realizan en las carreteras del norte del país.[89]
  - La Organización Regional de los Pueblos Indígenas del Oriente de Perú amenaza con realizar un paro en el Amazonas peruano si proyecto de ley en el Congreso que perjudicaría a pueblos indígenas no contactados no es archivado.[90]
- 28 de febrero: 
  - La empresa estadounidense Tesla anuncia una inversión de 5 mil millones de dólares para una fábrica de automóviles en el estado mexicano de Nuevo León, México.[91]
  - Un tren de mercancías colisionó con un tren comercial a las afueras de la ciudad de Larisa, Grecia. Hasta el momento, el accidente dejó al menos 57 muertos y más de 85 heridos. El tren se dirigía a Salónica desde Atenas con 350 pasajeros cuando descarriló cerca de la medianoche al chocar con otro tren.[92]

### Marzo
- 1 de marzo:
  - Un incendio en unos cables de las estaciones transformadoras ubicadas en las afueras de Campana, Buenos Aires, Argentina provoca que la estación Atucha I quede fuera de servicio. Ocurrido esto, se produce un corte de luz masivo en casi la mitad del país en medio de una ola de calor, unas horas antes el presidente Alberto Fernández aseguraba que el país poseía soberanía energética.
  - Fallecen el exfutbolista francés Just Fontaine y la actriz y cantante mexicana Irma Serrano "La Tigresa".[93][94]
- 2 de marzo: 
  - En el marco de la invasión rusa a Ucrania, un grupo de saboteadores realizan un ataque armado contra dos aldeas rusas en el óblast de Briansk, matando a dos civiles e hiriendo de gravedad a un niño de diez años. Rusia culpa a Ucrania, mientras que Ucrania responsabiliza a partisanos rusos ultranacionalistas.[95]
  - Brasil permite el atrancamiento de dos buques de guerras iraníes en la ciudad de Río de Janeiro, despertando consternación del gobierno de Israel.
- 3 de marzo: 
  - Estallan multitudinarias protestas en Grecia debido al accidente que se produjo la noche del 28 de febrero, cuando un tren de pasajeros chocó frontalmente con uno de carga al norte de la ciudad de Larisa, lo que causó 57 muertos, en su mayoría jóvenes universitarios, entre las demandas se exige la mejora de la infraestructura ferroviaria del país.[96]
  - Muere Kenzaburō Ōe, escritor japonés conocido por haber sido el segundo de su país en ganar el premio Nobel de literatura, en 1994, tenía 88 años.
  - En Matamoros, Tamaulipas, 4 estadounidenses son detenidos, de los cuales 2 de ellos son asesinados.
- 4 de marzo:
  - La Asamblea Nacional del Ecuador aprobó con 104 votos a favor un informe en el que se recomienda el inicio de un juicio político contra el presidente Guillermo Lasso, acusado de conocer la existencia de una red de corrupción la cual no denunció.
  - El expresidente brasileño Jair Bolsonaro realizó su primera aparición pública participando en la clausura de la Conferencia Política de Acción Conservadora en el estado estadounidense de Maryland, en el que hizo un llamado indirecto a una posible nueva postulación como presidente para 2025.[97]
- 5 de marzo: Se realizan elecciones parlamentarias en Estonia, resultando reelecta la primera ministra Kaja Kallas con el 31,24% de los votos.
- 6 de marzo: En Chile, entra en funciones la Comisión Experta, organismo que estará encargado de redactar un anteproyecto de texto constitucional.
- 7 de marzo: 
  - Israel destruye parte del Aeropuerto Internacional de Aleppo tras sospechas de albergar armamento iraní, tras el ataque, Siria avisó que el transporte de ayuda humanitaria destinados a aliviar los daños del terremoto del mes pasado sería relocalizado al aeropuerto de Latakia.
  - El presidente argentino Alberto Fernández anunció medidas de seguridad en la ciudad de Rosario, tras una escalada de violencia de narcotraficantes, el asesinato de un menor y el ataque a un supermercado relacionado con una amenaza hacia el futbolista Lionel Messi.
- 8 de marzo: Un tiroteo tiene lugar en el Aeropuerto Internacional Arturo Merino Benítez de Santiago de Chile, en el que una banda de delincuentes intentó sustraer 32 millones de dólares guardados en un avión proveniente de Miami, matando a dos personas..
- 9 de marzo:
  - Un tiroteo en Tel Aviv, Israel termina con la muerte de un terrorista palestino y tres heridos.
  - Los efectos del ciclón Yaku comienza a azotar las ciudades del norte de Perú, inundando Piura, Paita, Sullana y Chiclayo causando las primeras 4 muertes en lo que sería el «primer ciclón de características tropicales no organizado» no visto desde 1983.[98]
- 10 de marzo: 
  - En Hamburgo (Alemania) se produce un tiroteo en un templo de los Testigos de Jehová que causa la muerte de ocho personas.
  - Se registra un terremoto de 5,9 en Colombia con epicentro en Mesa de los Santos, Santander.[99]
  - Quiebra el banco estadounidense Silicon Valley Bank, generando consternación por un efecto dominó en la economía mundial.
- 11 de marzo: 
  - Fallece el primer actor mexicano Ignacio López Tarso a los 98 años de edad en la Ciudad de México. Su trayectoria es reconocida por más de 70 años dedicadas al mundo de la actuación en el cine, teatro y televisión nacional.[100]
  - En Suecia, Loreen, ganadora del Melodifestivalen 2012 y del Festival de la Canción de Eurovisión 2012, vuelve a resultar ganadora en la final de la 63.ª edición del Melodifestivalen llevada a cabo en el Friends Arena de Estocolmo. Está vez gana con la canción "Tattoo" que al final del evento recibió 177 puntos, convirtiéndola en la representante sueca por segunda vez a Eurovisión 2023.[101]
- 12 de marzo:Equipo de prensa fuera de una sucursal de Signature Bank en Nueva York el 13 de marzo de 2023, tras su cierre.

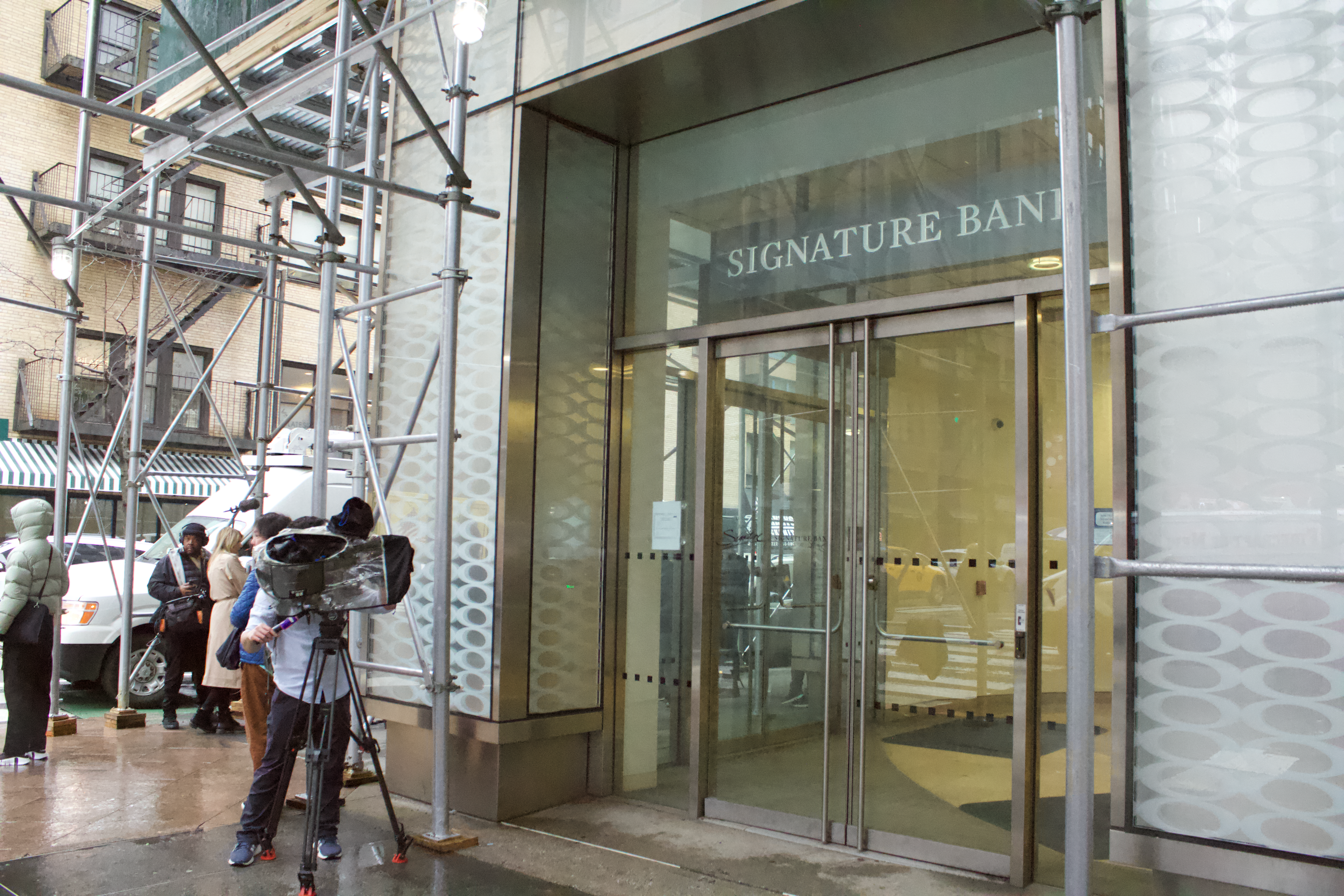
Equipo de prensa fuera de una sucursal de Signature Bank en Nueva York el 13 de marzo de 2023, tras su cierre.

  - En el Dolby Theatre de Los Ángeles, California, se llevó a cabo la 95.ª edición de los premios Óscar.
  - Cierre de Signature Bank.
- 14 de marzo: Se desata una serie de explosiones en unas minas cerca de Sutatausa, Colombia, donde fallecen 21 personas.
- 15 de marzo: Se desata una crisis diplomática entre Ecuador y Argentina debido a la negativa de la cancillería argentina de reportar el paradero de la política ecuatoriana María de los Ángeles Duarte, alojada en la embajada desde 2020, pero que habría huido de allí. Tras eso, Ecuador expulsó al embajador argentino, mientras que horas después, Argentina retiraría al embajador ecuatoriano.
- 17 de marzo:
  - La Corte Penal Internacional emite una orden de arresto al presidente ruso Vladímir Putin por crímenes de guerra cometidos en la invasión rusa de Ucrania y rapto de niños ucranianos.
  - Muere el actor estadounidense Lance Reddick.[102]
  - A pesar de que el Banco Nacional Suizo realizó un rescate de 54 mil millones de dólares, Credit Suisse registra fuertes caídas en sus acciones, dando la posibilidad de quebrar como reacción en cadena de la caída de Silicon Valley Bank.
- 18 de marzo: 
  - Miles de personas se manifestaron a favor de los 85 años de la expropiación petrolera convocada por Andrés Manuel López Obrador.
  - Un terremoto de 6,8 sacude la provincia de Guayas, en Ecuador, dejando un saldo de 18 muertos y 495 heridos.
- 19 de marzo: 
  - Se produce la absorción del banco suizo Credit Suisse por parte de su rival UBS, por el cual sumado a las caídas de los bancos Silicon Valley Bank y Signature Bank, dando inicio de esta manera la temida Crisis financiera global del 2023.
  - En Quibdó, Colombia, cae un helicóptero donde fallecen cuatro militares.
- 21 de marzo: 
  - Un terremoto de 6,5 sacude la provincia de Badakhshan, en Afganistán, dejando un saldo de 21 muertos y 424 heridos.
  - En España, se debate la moción de censura presentada por el partido político Vox, siendo Ramón Tamames candidato a la presidencia.

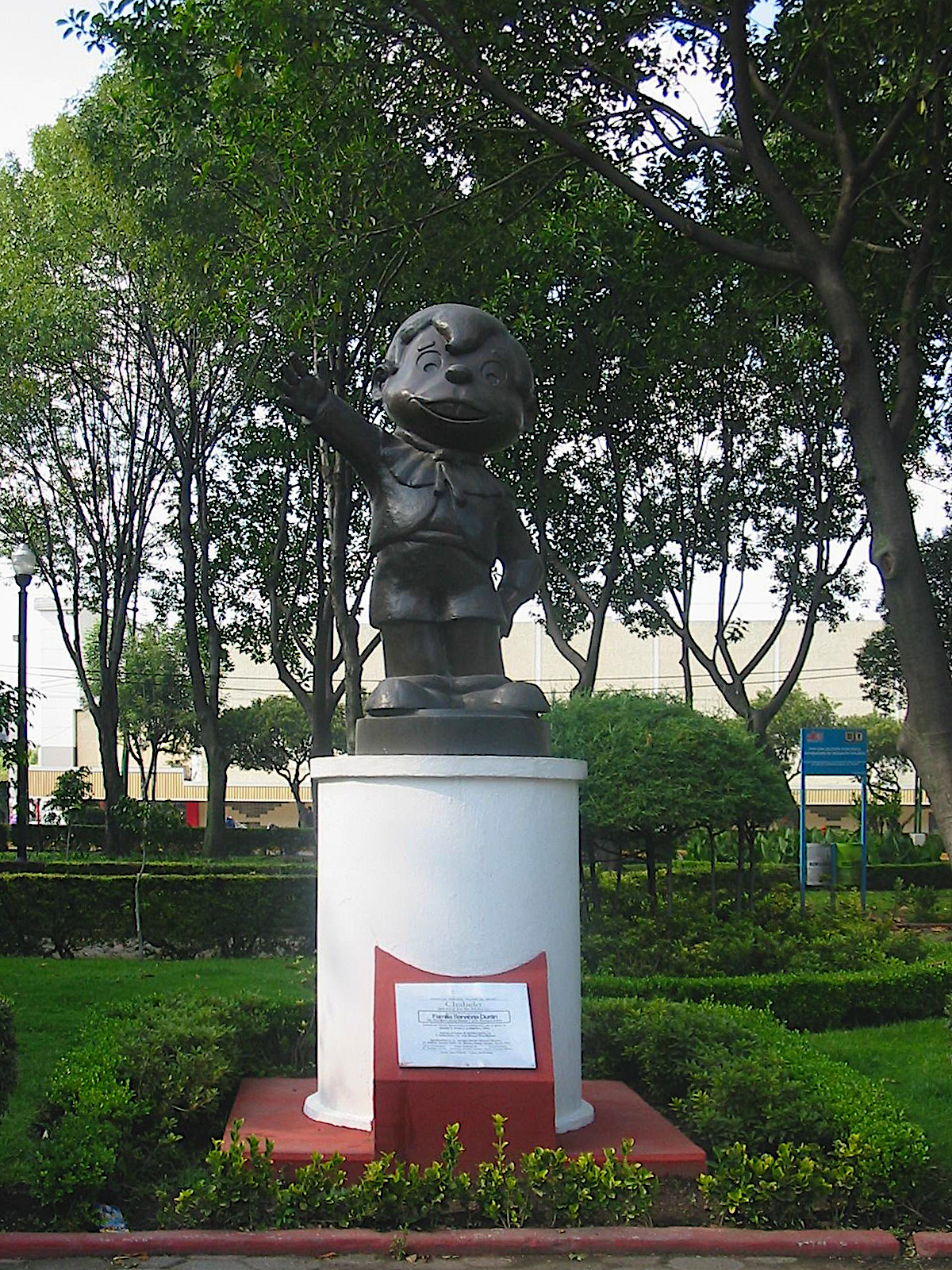
Chabelo, interpreto por más 6 décadas a su personaje y transmitió su programa En Familia Con Chabelo por 48 años initerrumpidos. Trayectoria que fue reconocida por los Récords Guinness a finales de 2012.

- 22 de marzo: Muere la famosa actriz mexicana Rebecca Jones.[103]
- 24 de marzo: En Japón, a través de la emisora TV Tokyo, se emite el episodio final del anime Pokemón con Ash Ketchum y Pikachu como protagonistas principales, después de 25 temporadas y 26 años de emisión, concluyendo así un ciclo importante en la historia del anime.[104]
- 25 de marzo: Fallece el actor, comediante y presentador de televisión méxico-estadounidense Xavier López Rodríguez, conocido como "Chabelo", conocido como una figura emblemático de la televisión mexicana.[105]
- 26 de marzo: Honduras establece relaciones diplomáticas con la República Popular de China, después de 81 años de relaciones diplomáticas con la República de China.
- 27 de marzo:
  - Las eShop de 3DS y Wii U de Nintendo, cerraron definitivamente para estas consolas tras casi 11 años de servicio (tomando en cuenta desde su implementación en la Nintendo 3DS en 2011), La eShop de la Nintendo Switch no sufre modificaciones.[106]
  - Un incendio de un centro de detención del Instituto Nacional de Migración en Ciudad Juárez, Chihuahua, deja un saldo de 40 muertos y 28 heridos.[107]

### Abril
- 1 de abril: Un incendio y desplome en un globo aerostático en la zona arqueológica de Teotihuacán, Estado de México, deja un saldo de 2 personas fallecidas y 2 sobrevivientes heridos.[108]
- 2 de abril: 
  - El gobierno ecuatoriano legaliza el porte de armas civil para uso de defensa personal.[109]
  - Ocurre un atentado en San Petersburgo en un café del oligarca Yevgueni Prigozhin, donde un bloguero pro-guerra es asesinado. El Ejército Nacional Republicano de Rusia, un grupo partisano local, declaró su responsabilidad.
- 3 de abril: Un terremoto de 7,1 sacude Papúa Nueva Guinea dejando un saldo de 8 muertos y varios heridos.
- 4 de abril:
  - La OTAN acepta oficialmente a Finlandia como su miembro número 31, expandiendo la frontera de la alianza militar contra Rusia. Es el primer país que se une como respuesta a la invasión rusa.
  - Fallece el actor y galán de cine y televisión mexico-dominicano Andrés García a los 81 años de edad en Acapulco.[110]
  - El expresidente de los Estados Unidos Donald Trump, es acusado de 34 delitos de fraude con relación a un pago por el silencio de una ex actriz porno con la que supuestamente mantuvo una relación, convirtiéndose en el primer expresidente de dicho país en ser acusado formalmente de varios cargos penales ante una corte federal.
- 9 de abril: Fallece el actor, cantante, y compositor mexicano Julián Figueroa.
- 10 de abril: Dos conjuntos de documentos clasificados de Estados Unidos fueron filtrados en Twitter, Telegram y 4chan. Los documentos están relacionados principalmente con la guerra ruso-ucraniana, pero también incluyen evaluaciones de inteligencia extranjera sobre naciones como Corea del Norte, China, Irán y los Emiratos Árabes Unidos.
- 13 de abril: En los test previos al rally de Croacia, fallece en accidente el piloto irlandés Craig Breen.
- 14 de abril: Por primera vez en la historia, India supera a China en población.
- 15 de abril:

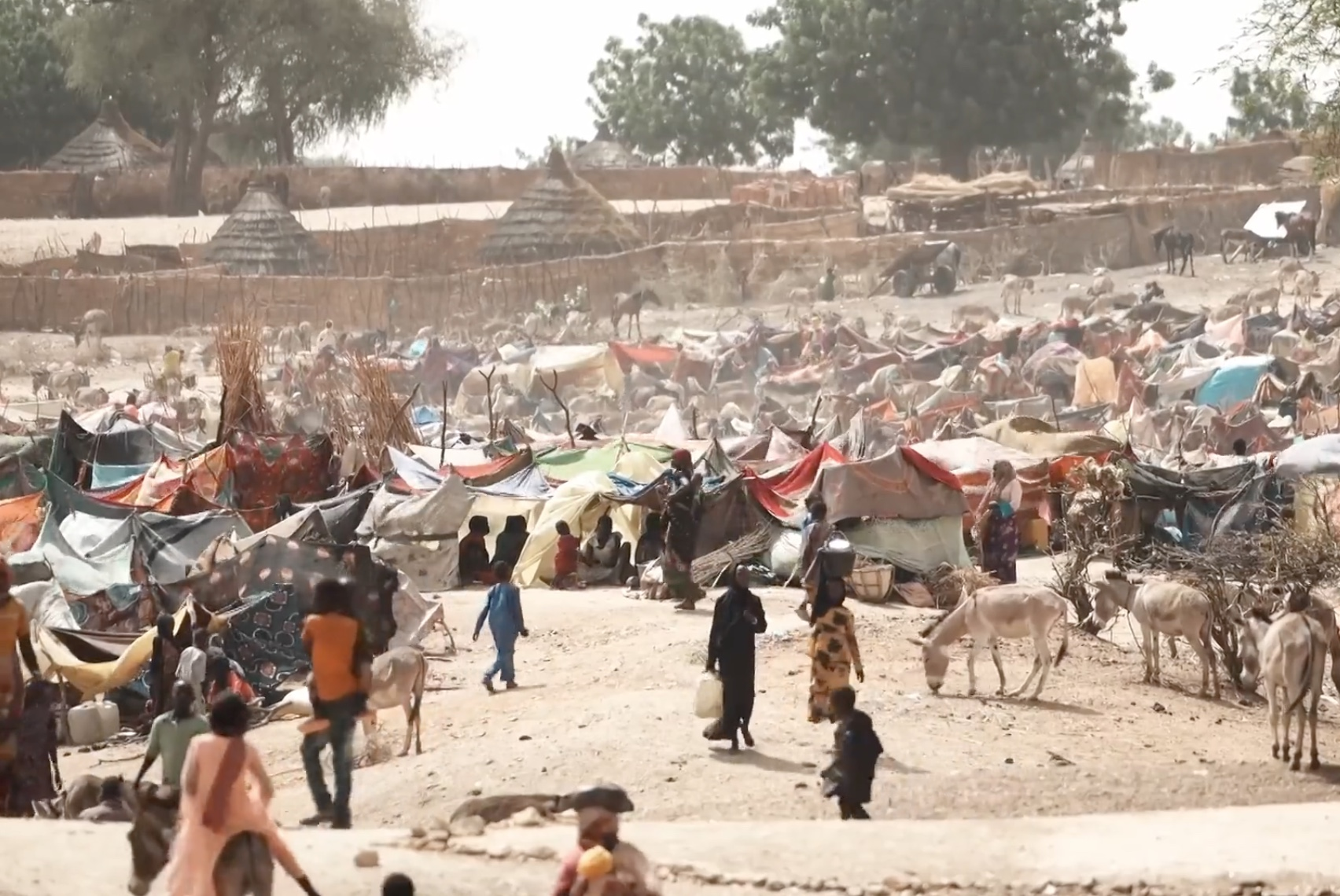
Campos de refugiados sudaneses en la frontera con Chad.

- - Estallan combates en todo Sudán entre las Fuerzas Armadas Sudanesas y las Fuerzas de Apoyo Rápido, en donde el RSF captura el Aeropuerto Internacional de Jartum y el palacio presidencial de Jartum.[111][112]
  - Lanzamiento al espacio del satélite colombiano FACSAT-2 'Chiribiquete'.
- 16 de abril: Después de casi 14.000 funciones y 35 años en cartelera, se ofrece la última función del musical The Phantom of the Opera (El Fantasma de la Ópera), considerado como el espectáculo más longevo de Broadway.[113]
- 20 de abril: 
  - Se producirá un eclipse híbrido de sol en el sudeste asiático y parte de Oceanía.
  - Es lanzado un cohete del Starship (SpaceX), el más grande y poderoso construido. Explota cuatro minutos luego del lanzamiento.
- 21-29 de abril: Se lleva a cabo la 5.ª edición de los "Juegos del ALBA" en Caracas, Venezuela.
- 22 de abril: Se festeja el Día mundial de la Tierra.
- 22 de abril: Siguen masacres en Tijuana, Baja California a consecuencia de haberse realizado un partido de Fútbol en el Estadio Caliente.
- 25 de abril: 
  - Fallece el expiloto argentino Roberto Urretavizcaya.
  - Se descubre un caso de suicidio colectivo en una selva de Kenia, en la que se encontraron 179 seguidores del Culto de Malindi en una fosa común.
- 30 de abril: En Paraguay tomaron lugar comicios generales, donde Santiago Peña, del oficialista y derechista Partido Colorado, es electo Presidente de Paraguay.

### Mayo
- 1 de mayo: Jordan Neely, un afroestadounidense indigente y estado mental alterado muere estrangulado por un ex marine en el Metro de Nueva York.
- 3 de mayo: En Atlanta, Georgia, Estados Unidos y en Belgrado, Serbia, tuvieron lugar sendos tiroteos masivos en la escuela primaria Vladislav Ribnikar y en Northside Hospital, saldándose con la vida en conjunto de 12 personas.[114][115]
- 4 de mayo: Al día siguiente del tiroteo en la escuela primaria Vladislav Ribnikar, se produjo un nuevo tiroteo en Mladenovac, Serbia, saldándose con la vida de 8 personas.[116]
- 5 de mayo: 
  - La OMS declara el fin de la emergencia sanitaria de la pandemia de COVID-19, tras haber estado vigente por más de 3 años seguidos (desde el 30 de enero de 2020), a pesar de ello la pandemia continua su curso normal sin que hasta el momento se declare su finalización.[117]

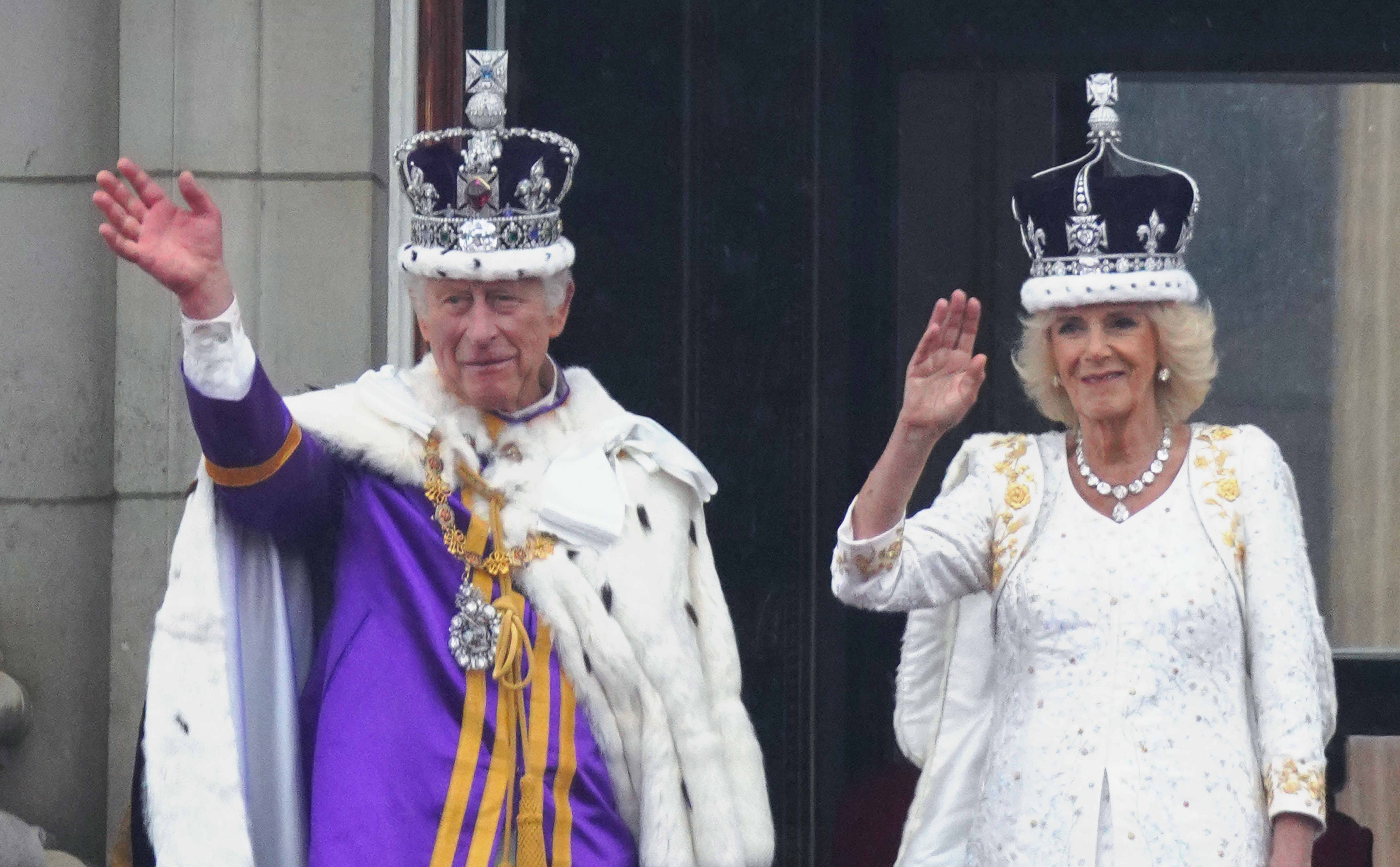
El rey Carlos III y la Reina Camila en el balcón delantero del Palacio de Buckingham tras su coronación.

- - Un terremoto de 6,3 sacude la prefectura de Ishikawa, en Japón, dejando un saldo de 1 muerto y decenas de heridos.
- 6 de mayo: 
  - La ceremonia de coronación del rey Carlos III del Reino Unido y de su esposa Camilla Shand, en la Abadía de Westminster, tuvo lugar ese día, acudieron la mayoría de dignatarios del mundo invitados por el palacio a la ceremonia.[118]
  - Se produce un tiroteo en el condado de Allen, Texas, Estados Unidos dejando como resultado la muerte de 9 personas, incluyendo el perpetrador.[119]
  - Fallece cantante y vocalista mexicano del grupo musical Los Parras, Carlos Parra.[120]
- 7 de mayo: La Liga Árabe readmite a Siria como miembro, después de haber sido suspendida en 2011 debido a la guerra civil siria.[121]
- 11 de mayo:
  - Un tiroteo en una fábrica de Mercedes-Benz ubicada en Sindelfingen, Alemania causa dos muertos.
  - La Organización Mundial de la Salud declara el fin de la emergencia sanitaria del brote de viruela símica, tras haber estado vigente por casi 1 año (desde el 23 de julio de 2022), lo cual lo convierte en la segunda declaratoria de finalización para una enfermedad en menos de una semana, tras declararse 6 días antes, el fin de la emergencia sanitaria por COVID-19.[122]
- 13 de mayo: En la ciudad de Liverpool, Reino Unido, se llevó a cabo la fase final del Festival de la Canción de Eurovisión 2023, siendo la ganadora la canción Tattoo de la cantante sueca, Loreen, de esta manera Suecia se iguala a Irlanda con el número de victorias en el Festival (7 victorias). También, Loreen se convierte en la primera y única mujer y en la segunda artista en ganar Eurovisión dos veces, habiéndose coronado triunfadora 11 años atrás en el 2012 con la canción Euphoria[123]
- 14 de mayo: 
  - Tomaron posesión las autoridades electas en las Elecciones seccionales, ecuatorianas 2023, aunque es el día acordado para ser posesionados, según el cronograma señalado por el CNE, por no chocar con el Día de la Madre, que se celebrará en Ecuador y gran parte del mundo ese día, se posesionaran el 12, 13 y 15 del mes y año señalado.
  - Se desarrollaron las elecciones presidenciales en Turquía, cuyos contendientes, el actual mandatario turco Recep Tayyip Erdoğan del gobernante partido político Partido de la Justicia y su contraparte, el opositor Kemal Kılıçdaroğlu del Partido Republicano, no lograron la mayoría cualificada para ser elegidos presidente, por el cual se irán a un balotaje, el 28 de mayo del 2023.[124]

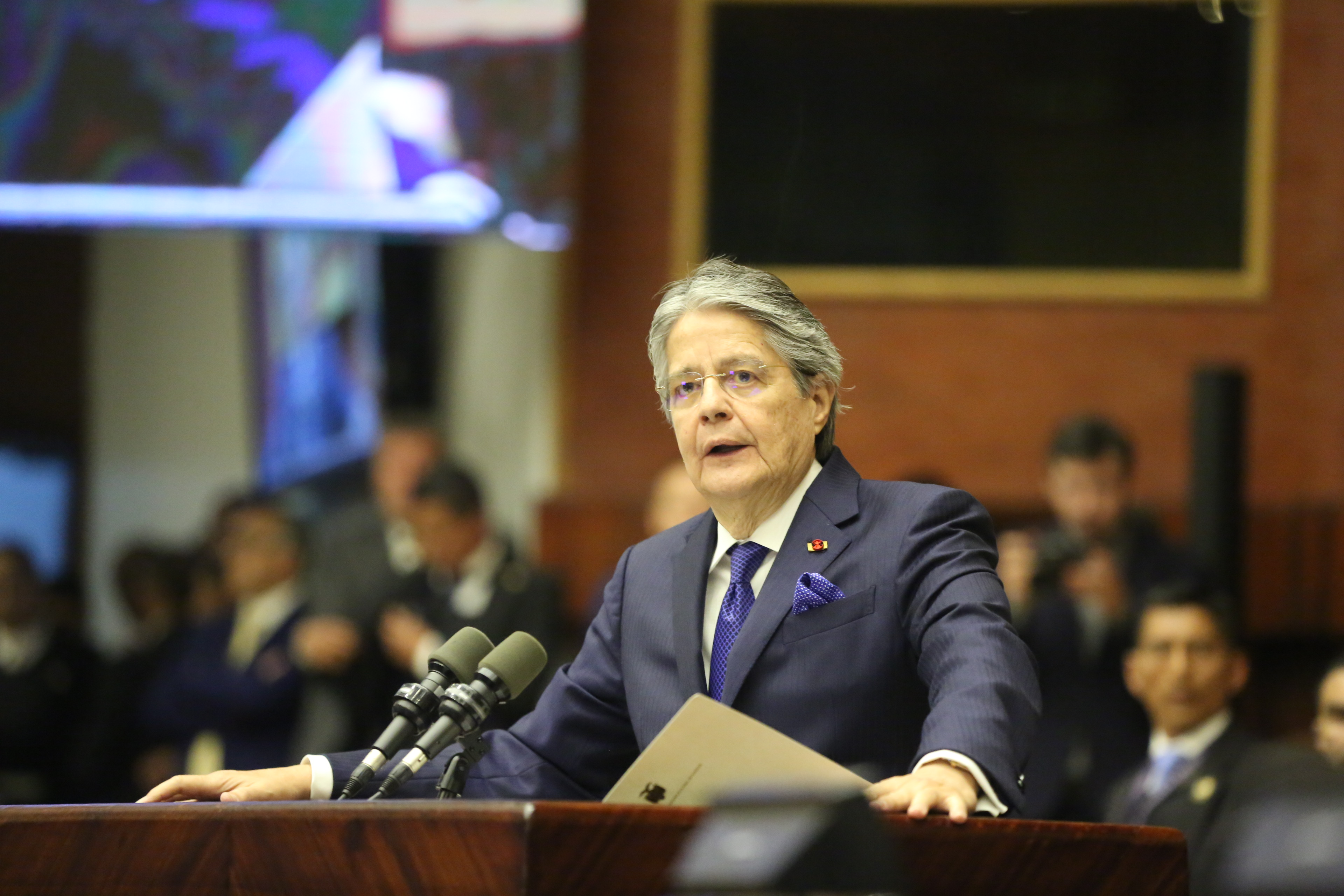
Comparecencia del presidente Guillermo Lasso ante la Asamblea Nacional, 16 de mayo de 2023.

- 16 de mayo: se producen inundaciones masivas por causa de las fuertes lluvias en la región de Emilia-Romaña (Italia); fallecen 16 personas.
- 17 de mayo: En medio de la crisis política en Ecuador, el presidente Guillermo Lasso, activa la muerte cruzada y se disuelve la Asamblea Nacional, conforme al artículo 148 de la Constitución.[125]
- 19 de mayo: 
  - En Hiroshima (Japón) se realiza la cumbre del G7.
  - En México, tras una semana de intensa actividad en el Volcán Popocatépetl, se registra una erupción estromboliana, siendo la de mayor intensidad desde el año 2000, sin que se reporten daños materiales ni víctimas mortales.[126]
- 20 de mayo: En el Estadio Cuscatlán (El Salvador), una estampida humana causa al menos 12 muertos antes de un partido de la Liga Mayor de fútbol. Según el portavoz de Comandos de Salvamento, Carlos Fuentes, comunicó que los fallecidos son siete hombres y dos mujeres, y agregó que unas 500 personas fueron afectadas por la estampida, de las cuales unas 100 fueron trasladadas a hospitales.[127]
- 21 de mayo: El Monte Etna (Italia), volcán más activo de Europa, entra en erupción, arrojando cenizas sobre Catania y obligando a suspender vuelos en su aeropuerto.
- 26 de mayo: Entra en erupción el volcán Rincón de la Vieja en Costa Rica sin reporte de víctimas.
- 28 de mayo: 
  - Se celebraron las elecciones municipales y autonómicas en España, al que muchos analistas políticos vieron como una especie de referendo popular hacia el partido gobernante del PSOE, encabezado por Pedro Sánchez, tras la contundente derrota de su partido en las elecciones, en mayor parte a manos del Partido Popular que obtuvo el 70% de puestos en gran parte del territorio español, hizo el anuncio convocando elecciones pactado para el domingo 23 de julio del presente año, celebrado por el líder del partido opositor, Alberto Núñez Feijóo.[128]
  - Se celebraron la segunda vuelta de las elecciones presidenciales en Turquía, entre los contendientes, el actual mandatario turco Recep Tayyip Erdoğan del gobernante partido político Partido de la Justicia y su contraparte, el opositor Kemal Kılıçdaroğlu del Partido Republicano, según proyecciones, el actual mandatario turco, sería el ganador absoluto de las elecciones.[129]
  - En la ciudad de australiana de Melbourne se registra un terremoto de 4,0 causando daños estructurales menores y sintiéndose hasta Tasmania.

### Junio
- 1 de junio: Se celebró la boda entre el príncipe heredero de Jordania Hussein bin Al Abdalá y la arquitecta saudí Rajwa Al Saif, evento que contó con la mayoría de invitados al enlace matrimonial de la futura pareja real jordana.[130]
- 2 de junio:
  - En India al menos 288 personas han perdido la vida y unas 900 han resultado heridas después de que dos trenes de pasajeros descarrilaran en un accidente que incluyó la colisión con un tren de carga en el distrito de Balasore, en el estado indio de Odisha, comunicó el jefe de seguridad del estado, Pradeep Jena.[131]
  - En las provincias canadienses de Ontario y Quebec, se suscitan incendios forestales que ha provocado la evacuación de miles de habitantes.
- 4 de junio: Elecciones estatales en los estados de México y Coahuila de Zaragoza en México.
- Muere el veterano periodista mexicano Ricardo Rocha.
- 6 de junio: En la costa este de los Estados Unidos, se comenzó a experimentar un humo anaranjado, a raíz de los incendios forestales en Canadá.
- 8 de junio: 
  - Se reporta actividad volcánica que se intensifica en el Monte Mayon, en Filipinas.
  - Fallece el exciclista español Txomin Perurena.
- 9 de junio: 
  - Vladímir Putin anuncia el despliegue de armas nucleares en Bielorrusia a partir del 8 de julio.
  - Empresa dedicada a productos de plástico, produce un gran incendio en un parque industrial de la ciudad de Ter Aar, Holanda Meridional, Países Bajos.
- 10 de junio: 
  - Se suicida el terrorista estadounidense Theodore Kaczynski, conocido popularmente como el Unabomber, en su celda.
  - En el Estadio Olímpico Atatürk de Estambul (Turquía) el Manchester City se proclama campeón de la Liga de Campeones de la UEFA.
- 11 de junio:
- Uruguay se proclama campeón de la Copa Mundial de Fútbol Sub-20 FIFA 2023 al ganarle a Italia por 1-0.
- Honduras abre su primera embajada en Pekín, China, después de romper relaciones con Taiwán en marzo.[132]

- 12 de junio-14 de junio: 

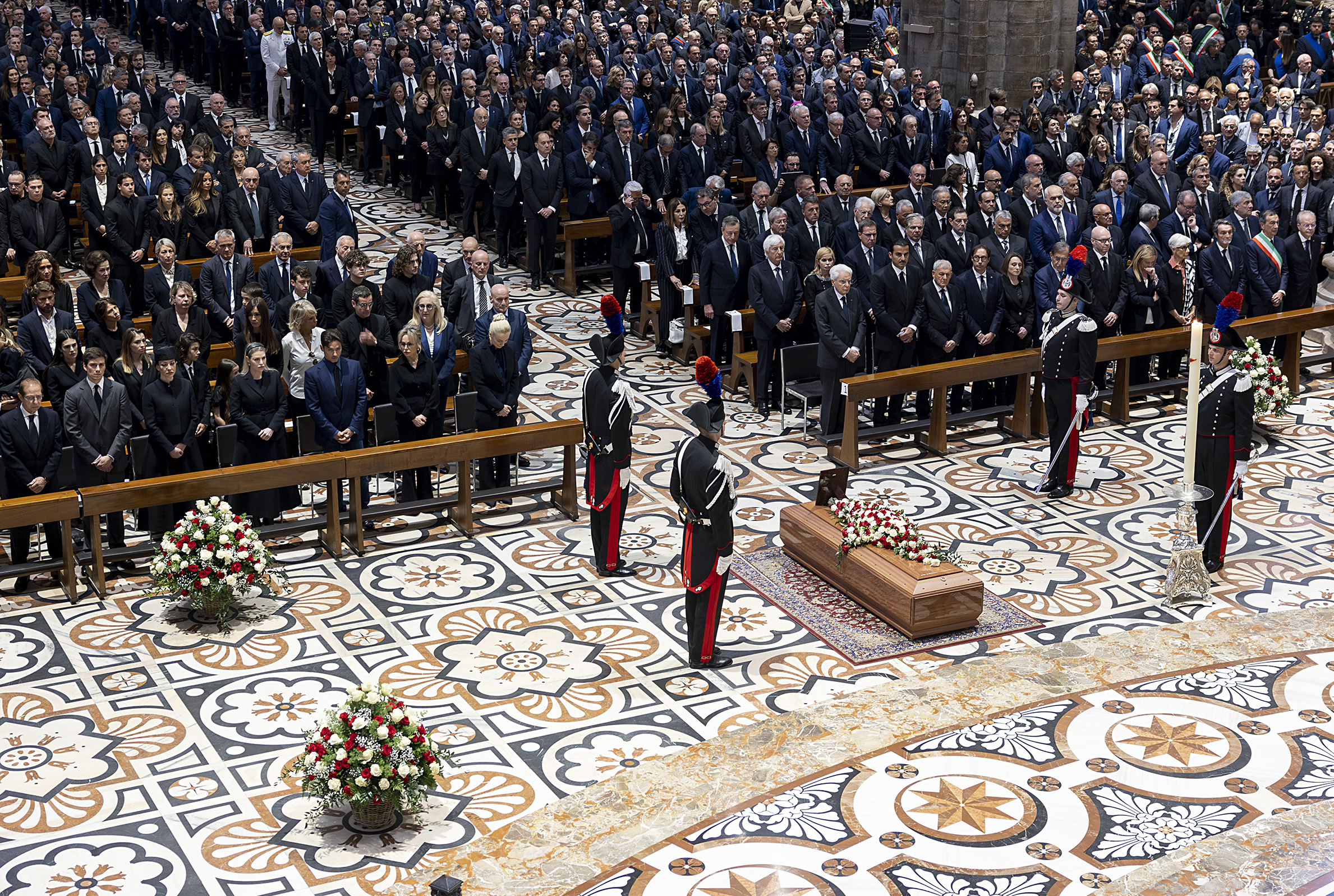
En la Catedral de Milán, tuvo lugar la exequias del carismático líder italiano, Silvio Berlusconi.

  - Fallece el empresario y expolítico italiano Silvio Berlusconi, 2 días después tuvo lugar el funeral del carismático líder italiano, donde estuvieron la mayoría de dignatarios en la ceremonia fúnebre.[133]
  - Se produce un hundimiento de un barco en Nigeria, donde se produce la muerte de 106 personas y muchas personas están todavía desaparecidas.[134]
- 14 de junio: En Mesenia, Grecia, tuvo lugar otro desastre marítimo, el cual al momento se está saldando con la vida de 78 personas y más de 200 personas rescatadas, que con el transcurso de las horas, podría incrementarse el número de víctimas.[135][136]
- 16 de junio: Se da un ataque a una escuela secundaria en Uganda por parte de un grupo rebelde islámico, falleciendo 40 adolescentes y secuestrando a varias mujeres.[137]
  - Rusia confirma el traslado de un primer lote de armas nucleares a Bielorrusia, esto en el contexto de la guerra en Ucrania.[138]
- 18 de junio: En Baja California Sur, se registra un terremoto de 6,4 a una profundidad de 10 kilómetros.[139]
  - Cinco miembros de la tripulación de "Titán", un sumergible de aguas profundas que exploraba los restos del Titanic, mueren tras una implosión catastrófica de la embarcación.
- 20 de junio: En la capital de Honduras, Tegucigalpa, se produce un fuerte motín, el cual produce 46 fallecidas por la reyerta ocurrida, por el cual ese motín está siendo investigado.[140]
- 21 de junio: Un intento de asalto a una camioneta de valores, da como resultado una balacera en la Central Camionera del Sur (ubicada a las afueras de la estación del Metro y Tren Ligero Tasqueña) en la Ciudad de México, dejando un saldo de 2 civiles heridos y 2 presuntos delicuentes abatidos.[141]
- 23 de junio:Un tanque del Grupo Wagner con flores en Rostov del Don, a altas horas de la noche del 24 de junio. 

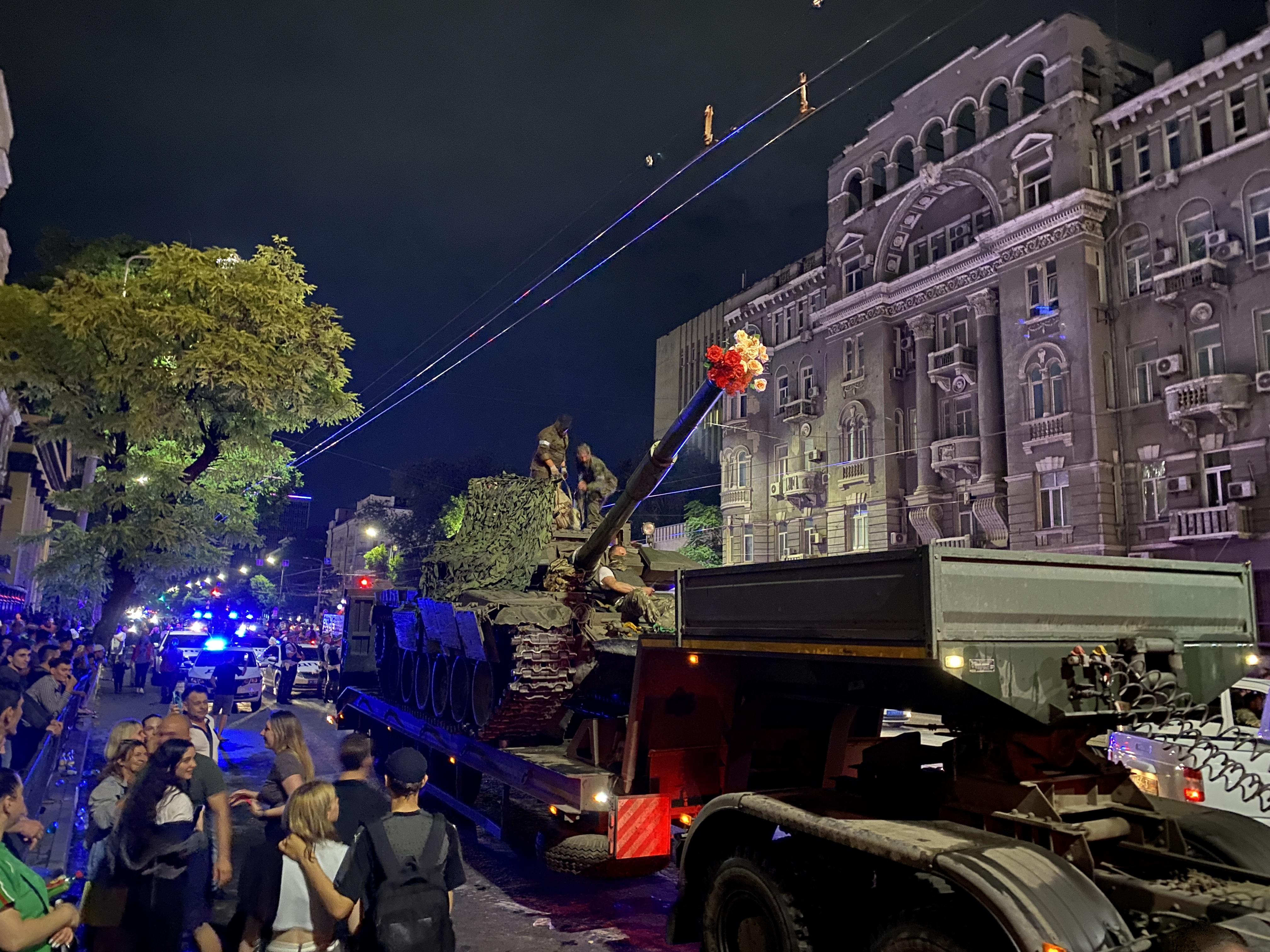
Un tanque del Grupo Wagner con flores en Rostov del Don, a altas horas de la noche del 24 de junio.

  - En Rusia, tiene lugar una insurrección por parte del grupo de mercenarios Wagner; que logra tomar las ciudades de Vorónezh, Lípetsk y Rostov del Don y amenaza con avanzar hacia Moscú; contra el Ejército regular. Sin embargo, luego, el líder del grupo desiste de su accionar y se retira de las ciudades ocupadas; esto luego de un acuerdo con el gobierno de Vladímir Putin "para evitar un derramamiento de sangre".[142]
  - La FIFA, designó a los Estados Unidos, sede del renovado Mundial de Clubes 2025, por el que lo disputarán 32 equipos.[143]
- 25 de junio: Guatemala celebra la primera vuelta de las elecciones generales.
- 27 de junio: un joven de 17 años, Nahel Merzouk, es asesinado a balazos por un policía durante un control de tránsito en la comuna francesa de Nanterre, que es parte del conocido como «cinturón rojo» parisino. Ésta trágica muerte desata masivas protestas en toda Francia, que en muchos casos derivaron en hechos de violencia. También hubo protestas de menor intensidad por el mismo motivo en países vecinos como Suiza o Bélgica.[144][145][146][147][145][146][148]
  - En Londres, la casa de subastas Sotheby's vende la pintura Dama con abanico (1918); obra de Gustav Klimt, por un valor de £85,3 millones de libras esterlinas (U$108,4 millones de dólares) a un coleccionista hongkonés, convirtiéndola en la obra de arte más costosa jamás subastada en Europa.[149]
  - El gobierno chino rechaza indemnizar económicamente a nómadas tibetanos y a residentes de la prefectura autónoma tibetana de Garzê, en la provincia de Sichuan, que fueron obligados a abandonar ese territorio para la construcción de una central eléctrica fotovoltaica. Se prevé que ésta planta hidro-solar, ubicada en el río Yalung y que es por cierto la más grande del mundo, además de ayudar a estabilizar el suministro energético, represente una amenaza más al frágil medio ambiente del Tíbet.[150]
- 28 de junio: fallece en la Ciudad de México, la reconocida periodista mexicana Talina Fernández a los 78 años de edad, tras ser hospitalizada de emergencia por leucemia. Se le recuerda por su amplia trayectoria de más de 50 años como periodista, productora y actriz. Ella fue de las primeras comunicadoras en confirma la muerte del candidato presidencial (para las elecciones federales de 1994) por el PRI, Luis Donaldo Colosio, tras sufrir un atendo en su contra el 23 de marzo de 1994.[151]
- 30 de junio: el primer ministro de Camboya, Hun Sen, amenaza con bloquear el acceso a Facebook en el país "para evitar que los políticos opositores exiliados hablen con los ciudadanos del país". Esto ocurrió luego de que la red social recomendara suspender la cuenta del primer ministro, por un video en donde llamaba a la violencia contra sus adversarios políticos. Sin embargo, al día siguiente, Hun Sen, dio marcha atrás en su amenaza.[152][153]
  - El Tribunal Superior Electoral de Brasil falla a favor de inhabilitar al expresidente Jair Bolsonaro para postular a cargos públicos por 8 años. Los motivos que condujeron a esta decisión fueron las dudas que Bolsonaro sembró sobre el sistema votación electrónica durante la campaña electoral de 2022, y el que fomentara la creación de un movimiento para tratar de anular el resultado de las elecciones, las cuales perdió, y que terminó con el ataque de cientos de sus seguidores a las sedes de los 3 poderes del Estado el 8 de enero de 2023.[154]

### Julio
- 1 de julio:
  - En Paraguay, se posesionarán los senadores y diputados que fueron electos en los comicios generales de 2023.
  - Entra en vigor en Florida, Estados Unidos una ley que convertirá en delito dar trabajo o transporte a personas indocumentadas (inmigrantes).
- 2 de julio: En Afganistán, el gobierno talibán, decreta el cierre absoluto de salones de belleza para mujeres, marcando con ello otro episodio negro para las mujeres en dicho país.[155]
- 3 de julio:
  - En los Estados Unidos, se produce el fallecimiento de Leandro De Niro, nieto del actor estadounidense Robert De Niro, a sus 19 años de edad.[156]
  - En Yenín, Israel, se produce una violenta incursión armada en Yenín, por parte de las Fuerzas armadas de Israel, donde están dejando más de 10 personas fallecidas y más de 100 heridas, por lo que ha creado una ola de indignación en el mundo.[157]
- 5 de julio:
  - En Oaxaca, México, se registra una volcadura de un autobús a la altura de la carretrea Magdalena Peñasco, dejando un saldo de 29 personas fallecidas y 21 personas heridas, de las cuales 13 son reportadas en estado crítico.[158]
  - En la Ciudad de México, se registra una balacera dentro de las instalaciones de la estación Bellas Artes de la Línea 8 del Metro de la Ciudad, dejando un saldo de 1 persona sin vida. Se trata de la cuarta ocasión que ocurre este tipo de incidenntes en el Metro de la Ciudad de México, siendo el último registrado en la estación Balderas de la Línea 3 del Metro de la Ciudad de México el 18 de septiembre de 2009.[159][160]
- 6 de julio: En Caracas (Venezuela) fallece el guerrillero y disidente colombiano Iván Márquez.
- 10 de julio: En Lianjiang, China, se produce una masacre en un jardín de infantes, el cual se salda con la muerte de 6 personas (3 niños y 3 adultos), no se sabe a ciencia cierta con el estado del perpetrador y las investigaciones concernientes de parte de las autoridades.[161]
- 12 de julio: 
  - Fallece en París, Francia, el escritor checo, Milan Kundera, producto de la edad y arrastrado por varias dolencias.[162]
  - En la India, se producen inundaciones, el cual ocasionan la muerte de más de 100 personas en todo el territorio nacional.[163]

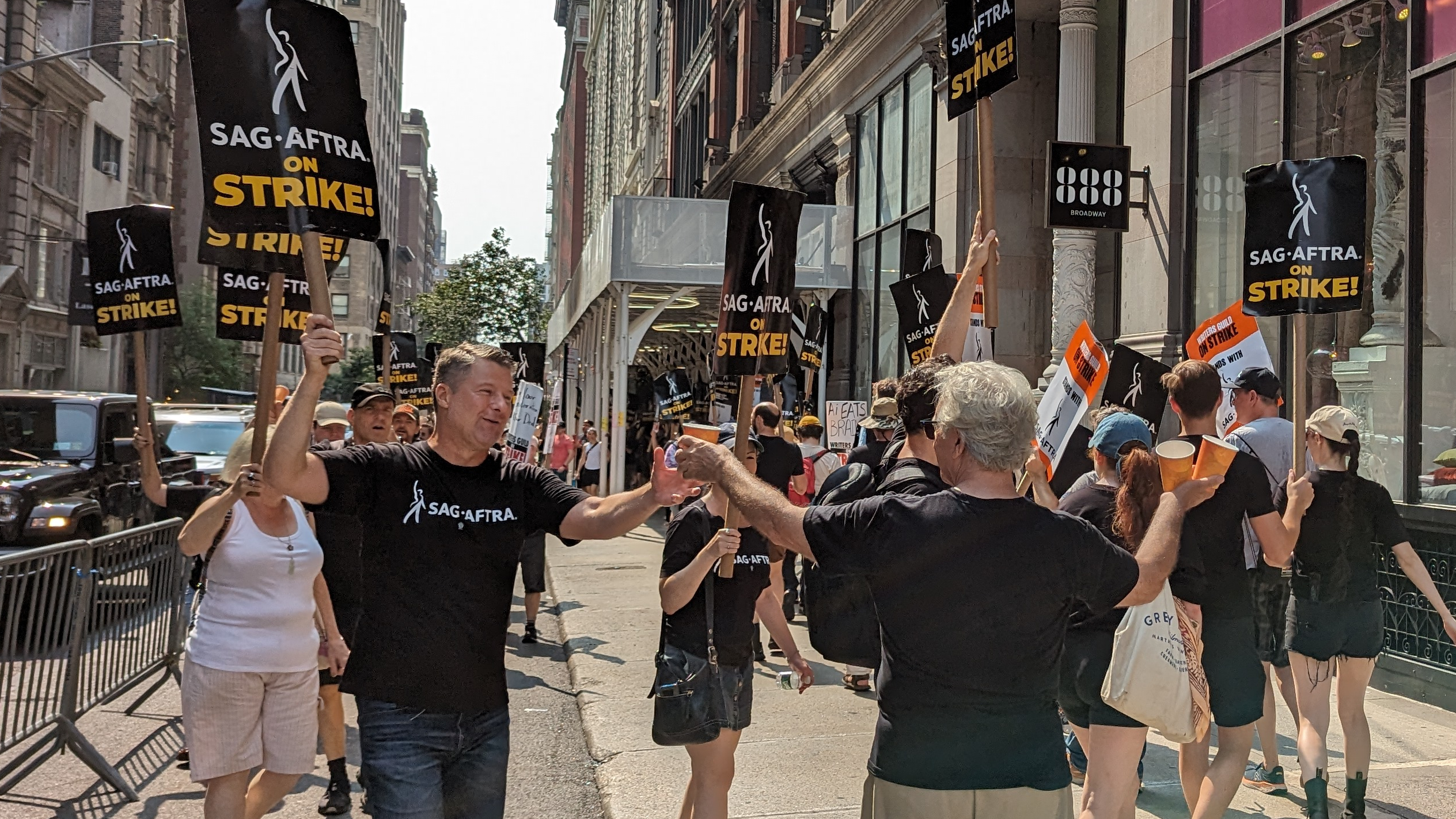
Las Huelgas de SAG-AFTRA de 2023 como las de WGA han contribuido a la mayor interrupción de las industrias cinematográficos desde el 2020.

- Las Huelgas de SAG-AFTRA de 2023 como las de WGA han contribuido a la mayor interrupción de las industrias cinematográficos desde el 2020. 13 de julio: Comienza en los Estados Unidos, la Huelga de actores de Hollywood, cuyo origen es la mejora de contratos, mejores remuneraciones y más igualdad por lo que si no se soluciona el diferendo patronal, se detendrán varios proyectos cinematográficos.[164]
- 15 de julio: 
  - Se reanuda el servicio en parte del tramo elevado (Culhuacán-Periférico Oriente) de la Línea 12 del Metro de la Ciudad de México, tras permanecer cerrada por un poco más de 2 años por rehabilitación, tras los incidentes del 3 de mayo de 2021 entre las estaciones Olivos y Tezonco. Se espera que el resto del tramo que conforma la línea sea reabierta a fines del 2023.[165]
  - Un terremoto de 7,2 sacude la región costera de la península de Alaska, emitiendo una advertencia de tsunami que se canceló más de dos horas después.
- 19 de julio: 
  - Se produce una nueva toma de la capital de Perú, Lima, el cual cerca de 21.000 personas salieron a las calles para exigir ya elecciones libres y la renuncia de la actual mandataria, Dina Boluarte.[166]
  - En Sevilla, España, se llevó a cabo la primera edición del Desafío de Clubes de la UEFA-CONMEBOL 2023, entre el Sevilla FC y el Independiente del Valle, el cual el conjunto andaluz, gana el encuentro, por 4-1 en penales, tras terminar el partido en los tiempos reglamentarios empatados a 1.[167]
- 20 de julio: 

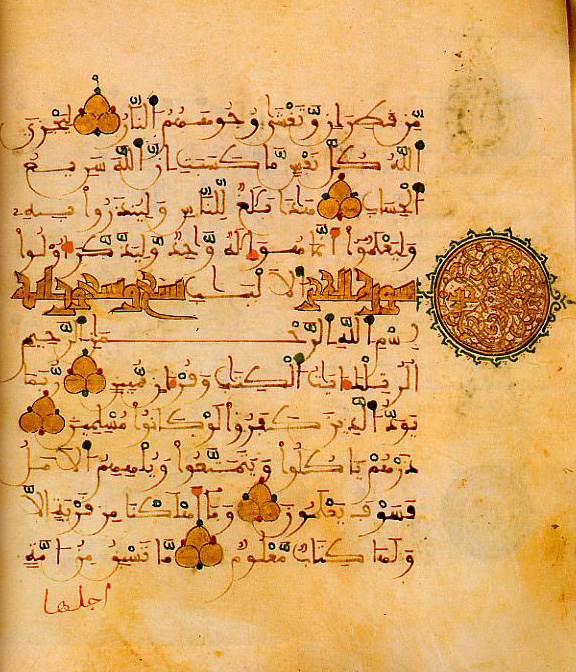
Ejemplar del Corán, libro quemado por suecos de extrema derecha en Suecia por lo cual, en varios lugares del mundo árabe, se produjeron enardecidas protestas.

  - Ejemplar del Corán, libro quemado por suecos de extrema derecha en Suecia por lo cual, en varios lugares del mundo árabe, se produjeron enardecidas protestas.Un grupo de manifestantes, partidarios del influyente y poderoso clérigo musulmán chiita iraquí Muqtada al-Sadr, incendia la embajada de Suecia en Irak; esto en respuesta a la quema pública de ejemplares del Corán prevista por segunda vez en el país europeo por parte de manifestantes de extrema derecha.[168]
  - Se produce un tiroteo en Auckland (Nueva Zelanda), el cual mueren 3 personas, incluido el perpetrador. Éste tiroteo se produce unas horas antes de la inauguración de la Copa Mundial Femenina de Fútbol 2023, por lo que las organizaciones neozelandesa y australiana reforzaron sus medidas de seguridad.[169]
  - En Bután, al menos 7 personas mueren y otras 16 desaparecen en un área remota del este del país, después de que inundaciones repentinas y deslizamientos de tierra provocados por fuertes lluvias arrastraran una sección de una pequeña planta hidroeléctrica.[170]
  - Reino Unido sanciona a 13 personas y empresas en República Centroafricana, Malí y Sudán con vínculos con el grupo paramilitar ruso Wagner por presuntas violaciones contra los Derechos Humanos. Las sanciones consisten en congelaciones de activos y prohibiciones de viaje en el Reino Unido. No está claro si las personas sancionadas también están directamente vinculadas al gobierno ruso.[171]
- 22 de julio: el Tribunal de Justicia de la Comunidad Andina falla a favor de Perú en una demanda interpuesta por ese país contra Bolivia por diferenciar el precio de venta del combustible, al realizar mayores cobros a transportistas internacionales terrestres de mercancía y pasajeros que circulaban en su territorio con placa extranjera. Perú se quejó de que la dispoción boliviana "causaba la pérdida de competitividad del comercio exterior peruano".[172]
  - Un tribunal de Lima, en Perú, emite un fallo con el que ordena al Registro Nacional de Identificación y Estado Civil inscribir un matrimonio homosexual celebrado en Argentina. Una de las cónyuges decidió llevar su caso ante la Justicia, ya que, a diferencia de en Argentina, las leyes peruanas no reconocen los matrimonios entre personas del mismo sexo.[173]
- 23 de julio: 
  - Se celebran las Elecciones generales de España de 2023, anunciadas por el presidente del gobierno español, Pedro Sánchez tras los resultados de las elecciones municipales del 28 de mayo del mismo año.[174]
  - En Ecuador, se produjo el asesinato del recién alcalde reelecto de la ciudad ecuatoriana de Manta, Agustín Intriago, desatado una ola de indignación en todo el territorio ecuatoriano y exigiendo al gobierno de Guillermo Lasso, medidas, por lo que al día siguiente, impone el toque de queda en las provincias de Manabí, Los Ríos y en la ciudad de Durán.[175][176]
- 24 de julio: Se recrudece en Grecia los incendios forestales en Grecia, desatado el 17 de julio del presente año, por lo que el gobierno griego, solicitó ayuda internacional para poder dar batalla al descomunal evento dantesco.[177]
- 25 de julio: En Ecuador, se produce un motín carcelario, por el cual deja al momento 31 reos fallecidos y un sinnúmero de heridos, por el cual el gobierno nacional dispone la intervención de las Fuerzas Armadas del Ecuador y la Policía Nacional del Ecuador.[178]
- 26 de julio: 
  - El gobierno chino, destituye a su ministro de Relaciones exteriores Qin Gang, quien desapareció sin dar explicaciones, por el cual lo sustituye el anterior ministro Wang Yi.[179] Situación política en el Sahel tras el Golpe de Estado en Níger.

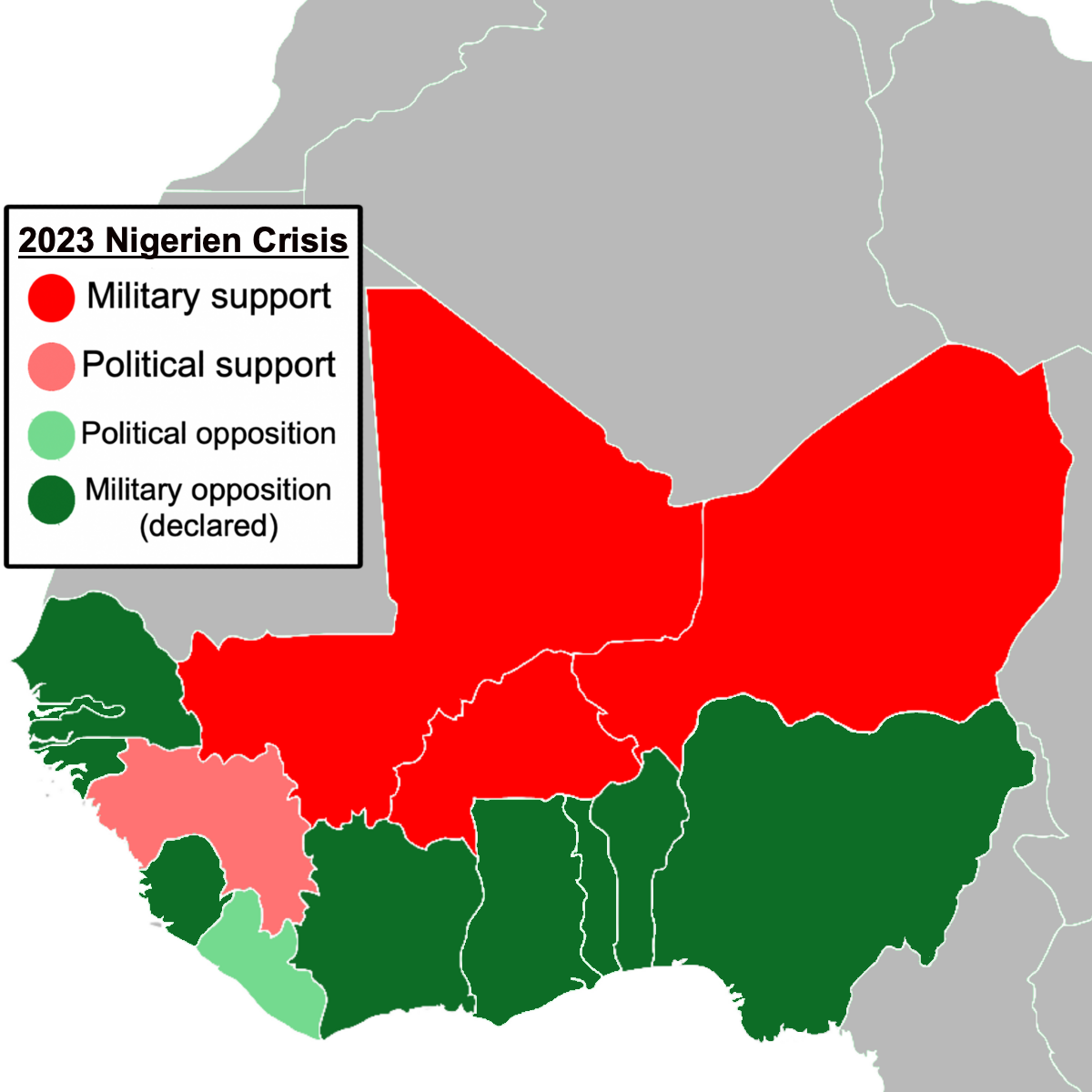
Situación política en el Sahel tras el Golpe de Estado en Níger.

  - En Níger, el Consejo Nacional para la Salvaguardia de la Patria anuncia la destitución del presidente Mohamed Bazoum, el cierre de las fronteras del país y un toque de queda desde las 22:00 horas hasta las 05:00 horas del día siguiente. Horas antes el exmandatario había sido detenido por la guardia presidencial al mando de Abdourahamane Tchiani, esto desató una grave crisis política en el país africano.[180][181][182]
- 28 de julio: Singapur ejecuta en la horca a una mujer de 45 años llamada Saridewi Binte Djamani, por traficar 30 gramos de heroína. En respuesta a ello, organizaciones de Derechos Humanos como Amnistía Internacional exhortaron al gobierno singapurense a detener ejecuciones como ésta, argumentando "que no había pruebas de su efecto disuasorio".[183]
- 29 de julio: En Colombia son detenidos el hijo del presidente Gustavo Petro, Nicolás Petro, y su exesposa, Daysuris Vásquez, por orden de la Fiscalía, que los acusa de lavado de dinero y enriquecimiento ilícito. Ambos fueron detenidos en Barranquilla, de donde trasladados al búnker de la Fiscalía en Bogotá.[184][185]
- 30 de julio: En Khar, Pakistán, un atentado suicida con bomba deja 63 muertos y más de 200 herídos. El Estado Islámico del Gran Jorasán se atribuyó la responsabilidad del atentado.[186]

### Agosto
- 1 de agosto-6 de agosto: en Portugal se llevará a cabo la Jornada Mundial de la Juventud 2023.
- 2 de agosto: En la Ciudad de México, una mujer de 19 años es asesinada en la estación Hidalgo de la Línea 2 del Metro de la Ciudad de México, tras ser arrojada a las vías (en dirección a Tasqueña) y posteriormente ser arrollada por el tren, cuyo agresor también falleció tras arrojarse a las vías; luego de cometer su acto y de recibir el impacto del tren.[187]
- 5 de agosto: el equipo español Cultural y Deportiva Leonesa cumple cien años.
- 9 de agosto: El candidato a la Presidencia del Ecuador Fernando Villavicencio, fue asesinado la noche del 9 de agosto de 2023, tras salir de un mitin político en el norte de Quito.
- 13 de agosto: Se realizan las Elecciones primarias de Argentina de 2023 (PASO) en Argentina. En ella se definieron los candidatos a disputar las elecciones nacionales de octubre de ese mismo año dentro de cada partido.
- 15 de agosto: asunción del 52.º Presidente de Paraguay, Santiago Peña, sucesor de Mario Abdo Benítez.
- 17 de agosto: Un terremoto de 6,1 sacude Bogotá y los departamentos de Cundinamarca, Boyacá y Meta, sintiéndose muchas réplicas y dejando un saldo de dos personas muertas y 50 heridas.
- 20 de agosto:
  - En Ecuador se realizó la primera vuelta de las elecciones presidenciales, donde dos principales candidatos Luisa González y Daniel Noboa son llevados a segunda vuelta.
  - En Guatemala se realizó la segunda vuelta de las elecciones presidenciales donde el candidato Bernardo Arévalo resultó electo y se convertirá en el próximo presidente de Guatemala y asumirá el cargo el 10 de enero de 2024.
  - En Sídney, Australia la selección española femenina de fútbol gana el Mundial. Luis Rubiales, presidente de la federación, besa a la jugadora Jennifer Hermoso iniciándose así el Caso Rubiales.
- 21 de agosto: A través de un comunicado, la empresa de videojuegos japonesa Nintendo, confirmó que el actor de voz estadounidense Charles Martinet, dejará de prestar su voz en la franquicia de videojuegos de Super Mario y en específico a los personajes Mario, Luigi, Wario y Waluigi, tras 32 años de darle voz a uno de los personajes más icónicos de la industria de los videojuegos, convirtiéndose en ícono de la cultura pop. Su primer trabajo fue dándole su voz en conferencias y expos en 1991 y en una máquina de Pinball con temática de Super Mario World en el año de 1992, mientras que sus primeros videojuegos reconocidos con este personaje fueron en Mario Teaches Typing (1994), Mario's Game Gallery (1995) y Super Mario 64 (1996), siendo este último donde alcanzaría la fama y el reconocimiento internacional.[188]
- en México se celebran los 100 años del Club Necaxa
- 23 de agosto: El líder del Grupo Wagner, Yevgueni Prigozhin y el fundador Dmitri Utkin mueren cuando su avión se estrelló en las afueras de Moscú, matando a otros ocho.[189]
  - La sonda india Chandrayaan-3 aluniza en el polo sur lunar convirtiendo a la India en la cuarta potencia en hacer aterrizar su tecnología en la Luna.[190]
- 30 de agosto: En Gabón una junta militar derroca al presidente electo Ali Bongo, en medio de un contexto de resultados electorales cuestionados y tensión política, cuya victoria en las recientes elecciones celebradas el 26 de agosto había sido anunciada el 29 de agosto, poniendo fin al gobierno de 56 años de la familia Bongo sobre Gabón.[191]
- 31 de agosto: 
  - fallece el emprendedor y empresario egipcio Mohamed Al-Fayed.
  - Ocurre un incendio en un edificio de Johannesburgo matando a 77 personas y 85 resultan heridas, que había sido tomado por pandillas que lo alquilaron a ocupantes ilegales.[192]

### Septiembre
- 2 de septiembre: La Organización de Investigación Espacial de la India (ISRO) lanza con éxito Aditya-L1, la primera misión de observación solar de la India.[193]
- 7 de septiembre: Comienzan las Eliminatorias Sudamericanas rumbo a Norteamérica 2026.

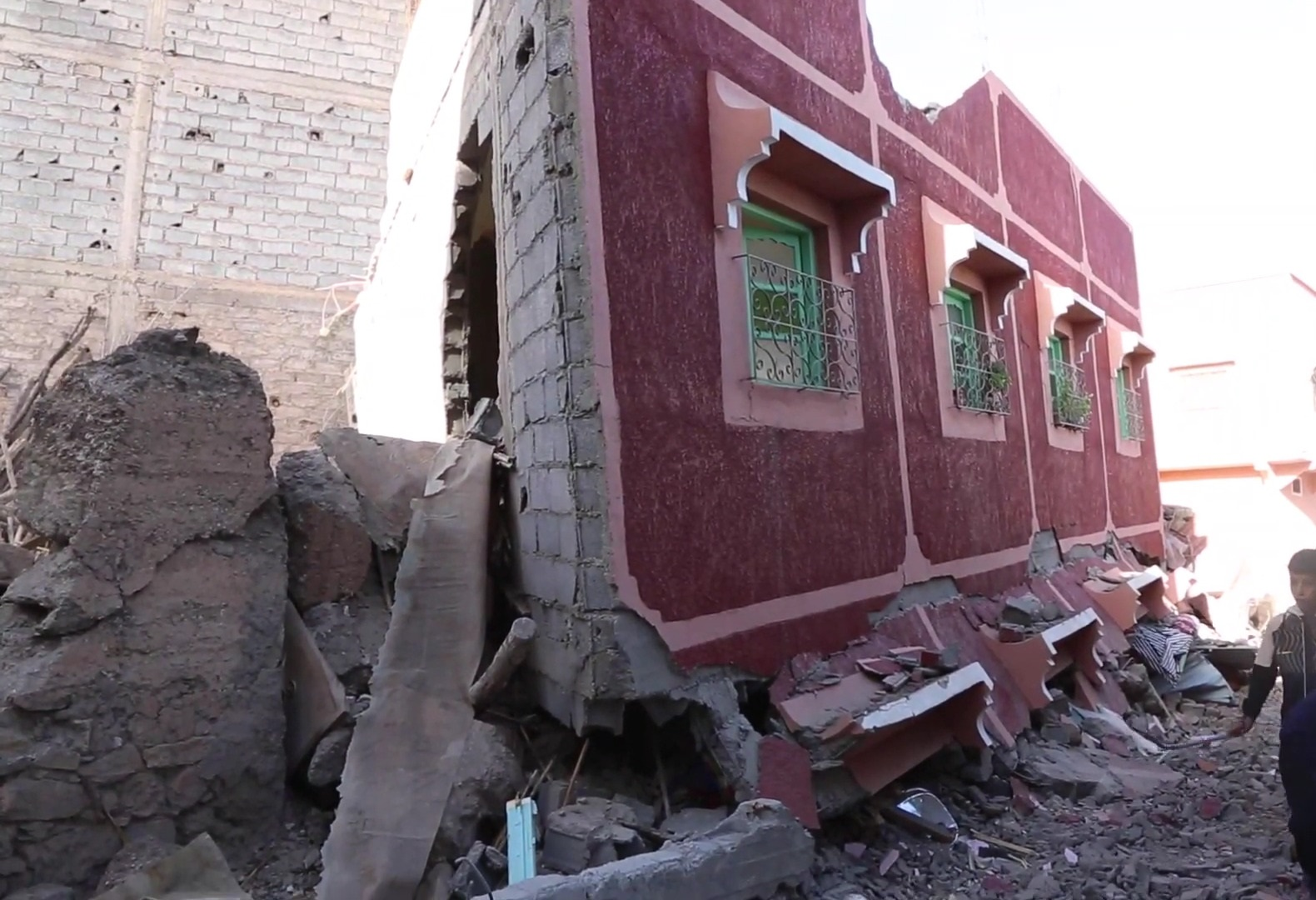
Daños provocados por el sismo en Moulay Brahim, región de Marrakesh-Safí.

- 8 de septiembre: se registra un terremoto de 6,9 en la región de Marrakech-Safí, en Marruecos, dejando un saldo de 2.960 muertos y 5.674 heridos.
- 10 de septiembre: Un ciclón tropical mediterráneo denominado Tormenta Daniel hace tierra en Libia, matando al menos a 5.000 personas, con las autoridades libias anunciando entre 10.000 y 100.000 desaparecidos. En la ciudad de Derna en Libia, dos presas colapsaron, lo que resultó en la destrucción de una cuarta parte de la ciudad.[194]
- 15 de septiembre: 
  - En México, en el marco del 213 aniversario del inicio de la Independencia de México, se inaugura el primer tramo del Tren El Insurgente, desde Zinacantepec hasta Lerma, concluyendo después de 9 años, la primera etapa de construcción del tren iniciadas desde 2014 para el Estado de México, se espera que para marzo de 2024 se inaugure el segundo y último tramo Lerma-Observatorio, del tren interurbano para la Ciudad de México.[195]
  - Delfina Gómez Álvarez toma protesta como la primera Gobernadora del Estado de México, sucediendo a Alfredo del Mazo Maza, también se abre una alternancia política en dicha entidad mexicana que por casi 100 años estuvo gobernado por el Partido Revolucionario Institucional (PRI).[196]
  - El sindicato United Auto Workers (UAW) comienza una huelga contra los tres mayores fabricantes de automóviles estadounidenses, a saber, Ford, General Motors y Stellantis.[197]

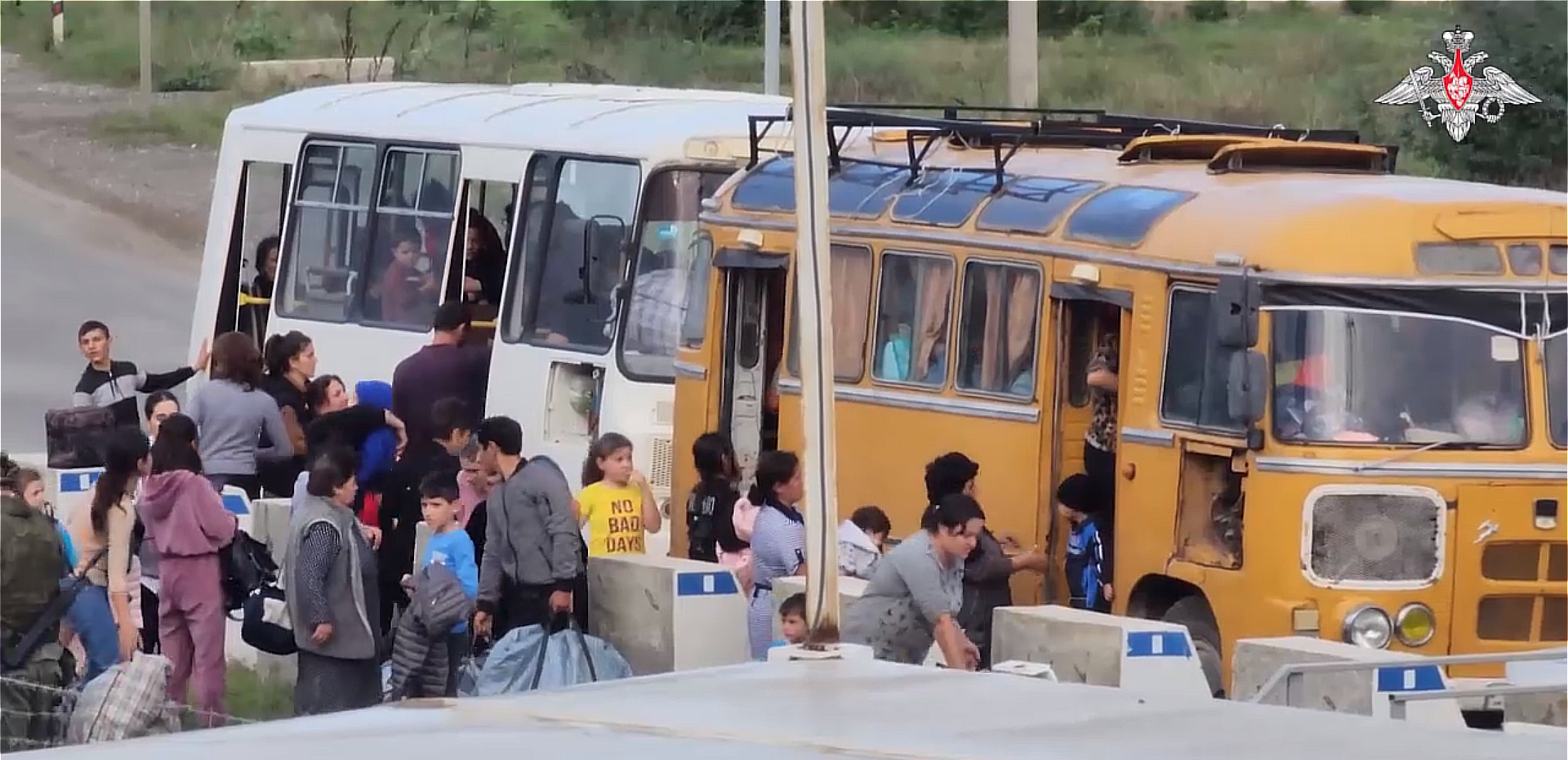
Armenios étnicos de Artsaj evacuando del Alto Karabaj, tras la ofensiva militar de Azerbaiyán.

- Armenios étnicos de Artsaj evacuando del Alto Karabaj, tras la ofensiva militar de Azerbaiyán.19 de septiembre: Azerbaiyán lanza una ofensiva militar contra la República de Artsaj respaldada por Armenia. Los ataques ocurrieron en medio de una crisis creciente causada por el bloqueo de Azerbaiyán a la República de Artsaj, que ha resultado en una escasez significativa de suministros esenciales como alimentos, medicinas y otros bienes en la región afectada.[198]
- 21 de septiembre:  Rupert Murdoch anuncia su retiro y pasa sus negocios a su hijo Lachlan Murdoch dirigió News Corp y Fox, y anteriormente Sky Group.[199][199]
- 24 de septiembre: El presidente francés, Emmanuel Macron, anuncia que Francia pondrá fin a su presencia militar en Níger y retirará a su embajador del país a causa de la Crisis de Níger.[200]
- 25 de septiembre: Fallece el capo italiano Matteo Messina a los 61 años de edad a causa de Cáncer colorrectal.
- 26 de septiembre: en Bajdida, Irak, se registra un fuerte incendio durante la celebración de una boda, dejando un saldo mortal de 114 personas fallecidas y más de 100 persona heridas.[201]
- 28 de septiembre: Artsaj anuncia la disolución de las instituciones gubernamentales y su disolución próxima el 1 de enero de 2024 tras un decreto firmado por el presidente de Artsaj Samvel Shahramanyan.[202]
- 30 de septiembre: fecha programada para el cese total de emisiones por señal analógica en la Argentina, dando paso a la televisión digital terrestre.

### Octubre
- 2 de octubre: En Guatemala, comienza una serie de manifestaciones y bloqueos masivos (que durarían casi todo el mes en distintas partes del país), para exigir la renuncia de la fiscal general del Ministerio Público: María Consuelo Porras.
- 3 de octubre: Kevin McCarthy es destituido como presidente de la Cámara de Representantes de los Estados Unidos y Mike Johnson es elegido nuevo presidente el 25 de octubre.[203]
- 7 de octubre: 

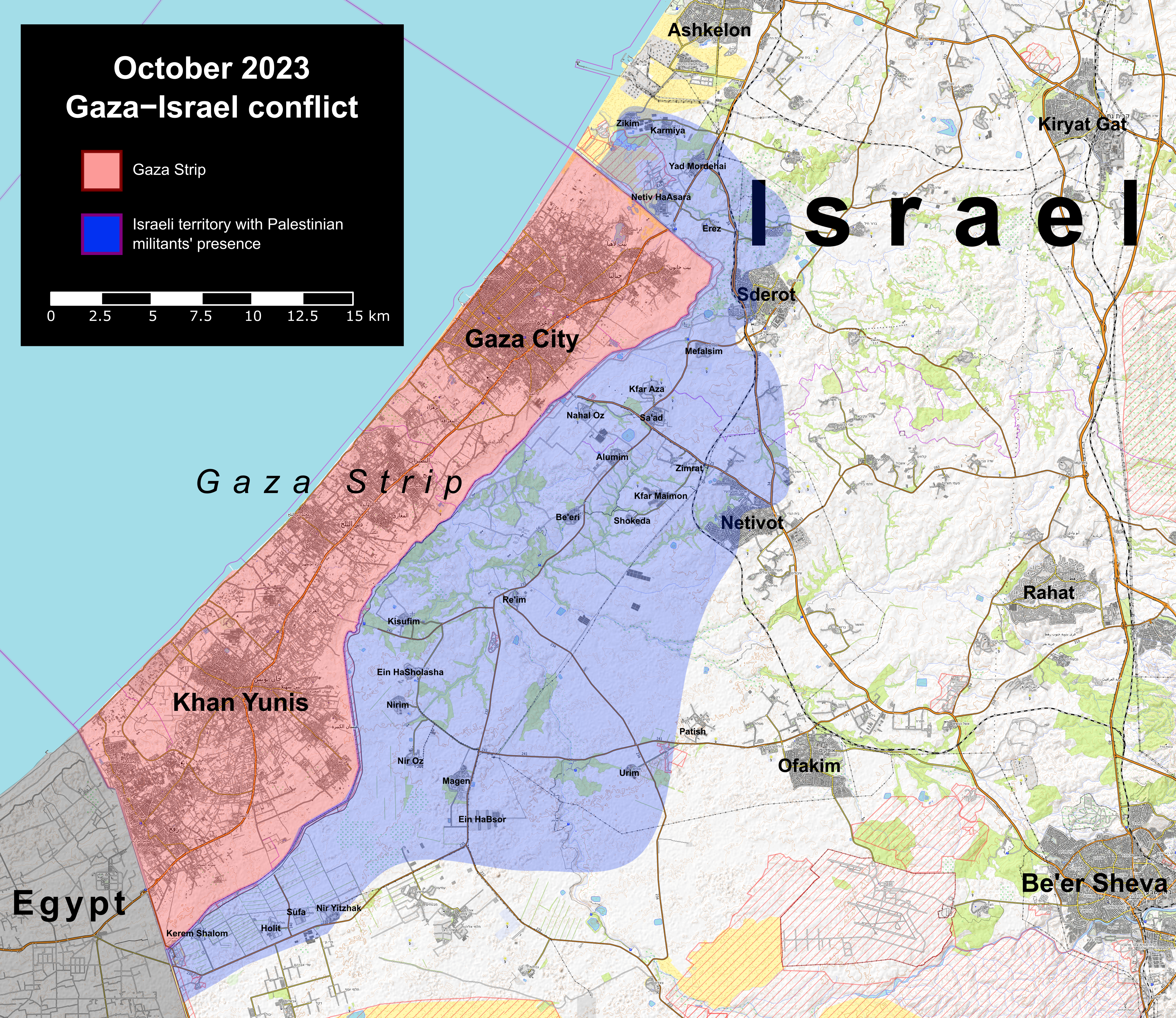
Hamás lanza su mayor ataque contra Israel en décadas.

  - Hamás lanza su mayor ataque contra Israel en décadas.Hamás lanza un gran ataque desde la Franja de Gaza, infiltrándose en el sur de Israel y provocando una respuesta militar completa de las Fuerzas de Defensa de Israel y que Israel lanza numerosos ataques aéreos contra Líbano y Siria, después de que Hezbolá dispare cohetes e intente penetrar en Israel.[204]
  - Una serie de terremotos de 6,3 sacuden la provincia de Herat en Afganistán, matando a más de 1.400 personas e hiriendo a 2.400, con temblores que se sienten en Irán y Turkmenistán. Los terremotos son los más mortíferos en el país desde 1998.[205]
- 8 de octubre: El Gobierno de Israel declara formalmente que el país está en Estado de guerra por primera vez desde la guerra de Yom Kipur en 1973.[206]
- 10 de octubre: termina el soporte técnico de Windows Server 2012 y Windows Server 2012 R2.
- 12 de octubre:

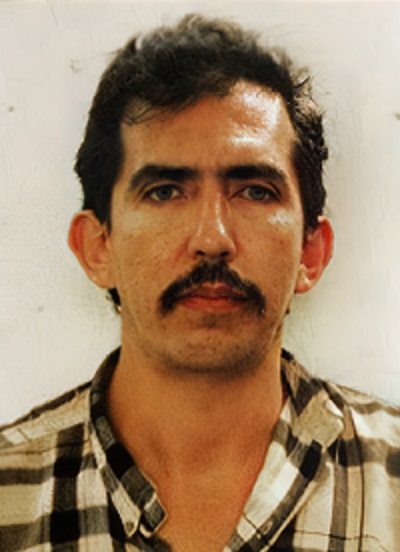
Luis Alfredo Garavito conocido como «La Bestia» o «El Monstruo de Génova» falleció en Valledupar, Cesar a los 66 años

- En Colombia, fallece el asesino serial e infanticida, Luis Alfredo Garavito.
- 14 de octubre: Eclipse solar del 14 de octubre de 2023.
- 15 de octubre: En Ecuador tomaron lugar la segunda vuelta de los comicios presidenciales de 2023 por crisis política, en donde resultó electo Daniel Noboa.
- 16 de octubre: En Bruselas, Bélgica, un tiroteo terrorista islamista mata a dos personas y hiere a un sueco, y la policía mata a tiros al perpetrador al día siguiente.[207]
- 17 de octubre: En el hospital árabe Al-Ahli se produce una explosión. En el momento de la explosión, los palestinos desplazados se refugiaban en el hospital, lo que provocó varias muertes y heridos.[208]
- 22 de octubre: 
  - En Argentina se realizaron las elecciones presidenciales y legislativas, donde los candidatos Sergio Massa y Javier Milei serán llevados a una segunda vuelta.
  - En Venezuela se realizaron Elecciones primarias presidenciales

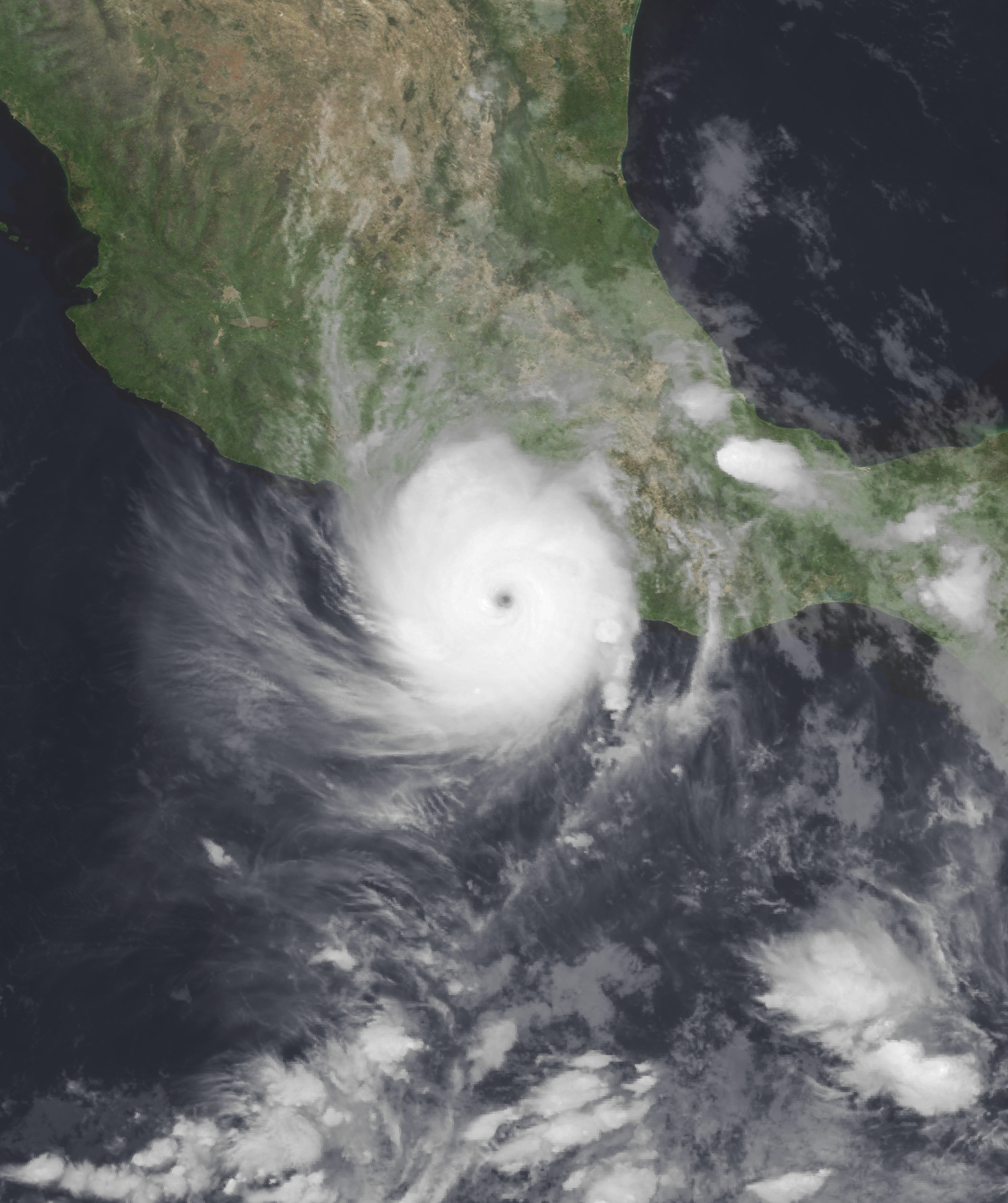
El huracán Otis es considerado como el primer huracán del Pacífico documentado, en tocar la costa con una intensidad de categoría 5, superó al previamente conocido huracán Patricia, que lo hizo como ciclón de categoría 4 con vientos sostenidos de 150 mph (240 km/h).

- El huracán Otis es considerado como el primer huracán del Pacífico documentado, en tocar la costa con una intensidad de categoría 5, superó al previamente conocido huracán Patricia, que lo hizo como ciclón de categoría 4 con vientos sostenidos de 150 mph (240 km/h).25 de octubre: el huracán Otis de categoría 5, golpea severamente las costas del pacífico mexicano, siendo Acapulco, Guerrero, la más afectada y devastada por este potente ciclón tropical. Hasta el momento se reporta daños materiales severos, varios heridos, 58 desaparecidos y 49 personas muertas. Una característica inesperada, fue que en menos de doce horas se intensificó de tormenta tropical a huracán categoría 5, convirtiéndolo en uno de los peores huracanes que se haya registrado en territorio de México y en uno de los ciclones que más rápido se intensificó en la historia.[209][210]
- 28 de octubre: a los 54 años de edad, fallece el reconocido actor y escritor Matthew Perry, tras ser encontrado muerto en el yacusi de su casa en Los Ángeles, Estados Unidos. El actor es reconocido mundialmente por haber interpretado a Chandler Bing en la serie Friends.[211]
- 29 de octubre: 
  - Tras 1 año y 3 meses sin servicio, es reabierta el tramo Isabel La Católica, Pino Suárez-Pantitlán de la Línea 1 del Metro de la Ciudad de México, denominada como "La Nueva Línea 1", esto tras permanecer cerrada por rehabilitación y mantenimiento mayor, debido a la antigüedad de la línea.[212]
  - Se celebraron elecciones regionales en Colombia.
  - Se prevé que en el Ecuador, se produzca definitivamente el apagón analógico en dicho país para dar paso a la televisión digital con lo más avanzado en tecnología led.
- 31 de octubre:
  - 18.º cumpleaños de Leonor, Princesa de Asturias cumple así la mayoría de edad, jura la Constitución Española y asumiendo así su lugar en la Línea Sucesoria y convirtiéndose en Heredera de la Corona Española.

### Noviembre
- 3 de noviembre: Un terremoto de 5,7 sacude Nepal dejando un saldo de 153 muertos y 375 heridos.
- 4 de noviembre:  En el Estadio Maracaná finaliza la 64.ª edición de la Copa Libertadores siendo campeón el Fluminense derrotando 2-1 en la prórroga a Boca Juniors.
- 7 de noviembre: en Portugal, el primer ministro António Costa anuncia su dimisión. El presidente de Portugal decide disolver el Parlamento y convocar elecciones anticipadas para el 10 de marzo de 2024.[213] Este fue el último modelo clásico de tren que circulo por la antigua Línea 1, siendo el modelo NE-92, que ofreció servicio (desde su llegada) exclusivamente para esta línea por casi 3 décadas, siendo puesta en servicio desde 1994.

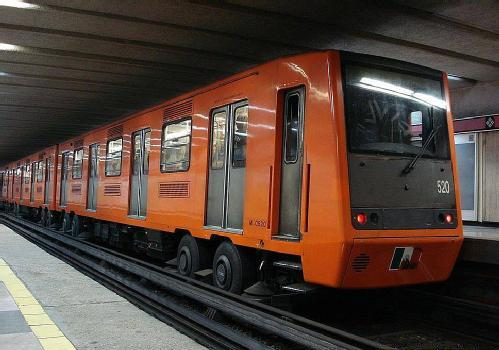
Este fue el último modelo clásico de tren que circulo por la antigua Línea 1, siendo el modelo NE-92, que ofreció servicio (desde su llegada) exclusivamente para esta línea por casi 3 décadas, siendo puesta en servicio desde 1994.

- 9 de noviembre: En la Ciudad de México, Tras 54 años de servicio, es finalmente cerrada la antigua construcción de la Línea 1 del Metro de la Ciudad de México (inaugurada entre 1969 y 1972), en el tramo Salto del Agua-Observatorio, por trabajos de remodelación y rehabilitación mayor esto por la antigüedad del tramo a rehabilitarse. Se espera que estos trabajos finalicen en 2024 en una fecha por definir. El servicio en este tramo es temporalmente ofrecido por la Red de Transporte de Pasajeros (RTP) y por el Metrobús.[214]
- 10 de noviembre: Un terremoto de 5,3 sacude Islandia como precursor de la erupción del volcán Eldvörp–Svartsengi que tendría lugar el 18 de diciembre.
- 13 de noviembre: En México, sucede el asesinato del magistral del Tribunal Electoral del Estado de Aguascalientes Jesús Ociel Baena Saucedo, quien fuera la primera persona No Binaria en ocupar una magistratura en México y América Latina, este hecho causó conmoción e indignación nacional por parte de diferentes colectivos de la comunidad LGBT, quienes convocaron a marchas y protestas en diferentes entidades y una histórica vigilia en la estela de luz de la CDMX bajo la consigna: "¡Crimen Pasional, Mentira Nacional"!, debido a que las autoridades señalan que su muerte sucedió por una discusión con su pareja y una consecuente agresión mutua que los hirió de muerte.[215]
- 16 de noviembre:
  - En Barranquilla, Colombia, La selección de Colombia vence por primera vez en su historia por Eliminatorias a Brasil por un marcador de 2-1, lo mismo sucedió con la sorpresiva victoria de Uruguay por 0-2 y por primera vez en condición de visitante ante la actual campeona del mundo Argentina en Buenos Aires ambos por las Eliminatorias Sudamericanas rumbo a Norteamérica 2026.
  - En la Ciudad de México, se registra un fuerte incendio en la conocida Plaza Oasis, en pleno corazón del centro histórico, muy cerca del barrio popular de Tepito, el cual provoca la destrucción de gran parte del edificio, la intoxicación de 5 bomberos y la evacuación de 500 persona sin que se reporte víctimas mortales por este siniestro. Este incendio provocó una enorme columna de humo que pudo ser vista en toda la ciudad.[216]
- 17 de noviembre: asunción de Leonardo Lomelí Vanegas, 35.º rector de la Universidad Nacional Autónoma de México para el periodo 2023-2027, sucesor de Enrique Graue Wiechers.[217]
  - Un terremoto de 6,7 sacude la isla de Mindanao, en Filipinas, dejando un saldo de 11 muertos y 730 heridos.
- 18 de noviembre:
  - Durante las clasificatorias para la Euro 2024, la Selección de Fútbol de Francia, golea brutalmente a su similar de Gibraltar, anotándole un total de 14 goles en contra de 0 goles, convirtiéndose en la mayor goleada y por ende en el mejor resultado en la historia de la selección francesa.[218]
  - Se realizó la 72.ª edición del certamen Miss Universo en San Salvador, en donde Sheynnis Palacios de Nicaragua se convirtió en la ganadora siendo la 1.ª corona ganada por este país.
- 19 de noviembre:
  - En Argentina, se realiza la segunda vuelta de las elecciones presidenciales, siendo el candidato libertario antisistema Javier Milei el virtual ganador de la contienda, con el 56% de los votos, frente a un 44% de los voto del candidato Sergio Massa.[219]
  - Tras 41 años de ausencia, se realiza el Gran Premio de las Vegas de la Fórmula 1, donde los pilotos del equipo Red Bull Racing, el neerlandés Max Verstappen y el mexicano Sergio "Checo" Pérez, consiguen por primera vez en la historia de la escudería, el campeonato y subcampeonato en el campeonato de pilotos de la Fórmula 1.[220]
- 21 de noviembre: En Río de Janeiro, Brasil, la Selección de Argentina logra vencer por primera vez en la historia de las eliminatorias a la copa del mundo a Brasil en su propia casa por la mínima 0-1 con gol de Nicolás Otamendi en la sexta fecha de las Eliminatorias Sudamericanas rumbo a Norteamérica 2026.
- 22 de noviembre: El Partido por la Libertad (PVV), de extrema derecha liderado por Geert Wilders, obtiene el mayor número de escaños en las elecciones generales de los Países Bajos.[221]
- 23 de noviembre: Daniel Noboa asume la presidencia de Ecuador, sucediendo a Guillermo Lasso.

### Diciembre
- 2 de diciembre: 
  - Un terremoto de 7,6 sacude la isla de Mindanao, en Filipinas, dejando un saldo de 3 muertos y 79 heridos.
  - Un turista alemán muerto y dos heridos como consecuencia de un ataque con cuchillo en París, Francia. El presidente Emmanuel Macron describió los hechos como un ataque terrorista.[222]
- 3 de diciembre: Venezuela realiza un referéndum sobre si los votantes están de acuerdo con la creación de una subdivisión en el territorio en disputa de Guayana Esequiba actualmente bajo el control de la vecina Guyana.
- 4 de diciembre: El expresidente de Mauritania, Mohamed Uld Abdelaziz es declarado culpable de enriquecimiento ilícito y blanqueo y es condenado a cinco años de prisión.[79]
- 6 de diciembre: En Perú es liberado el expresidente Alberto Fujimori luego de que el Tribunal Constitucional de Perú ordenara su liberación un día antes.[223]
- 7 de diciembre: Bolivia es admitida como miembro del Mercosur.[224]
- 10 de diciembre: En Buenos Aires, Javier Milei asume como Presidente de la Nación Argentina, con Victoria Villarruel como vicepresidente.

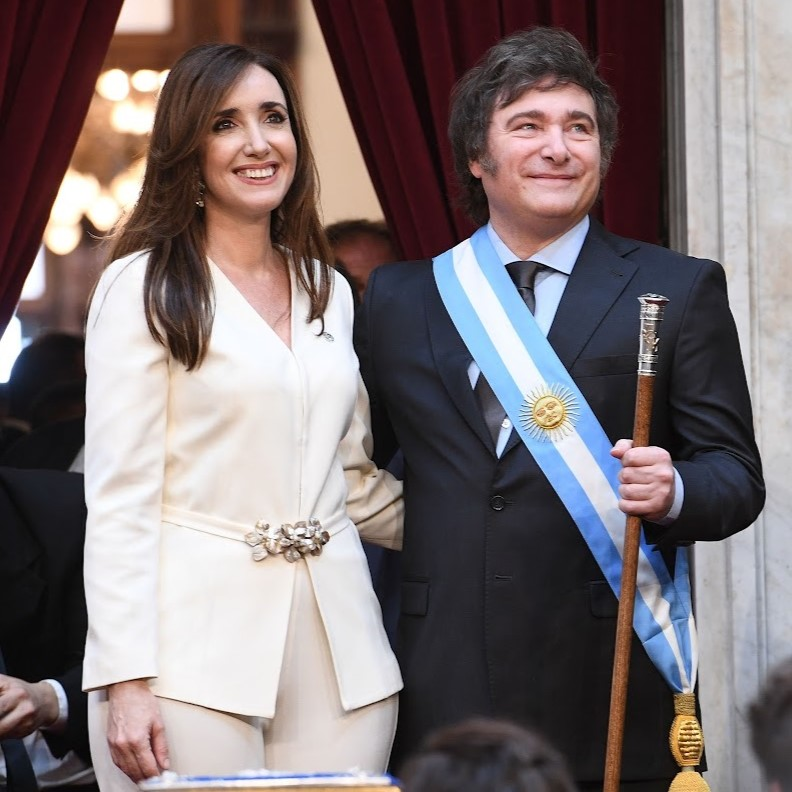
Javier Milei asume como presidente de la Nación Argentina con Victoria Villaruel como vicepresidenta para el periodo 2023-2027.

- 12 de diciembre: En la cumbre climática COP28 en Dubái, se llega a un consenso para que los países hagan una "transición" hacia los combustibles fósiles, el primer acuerdo de este tipo en los 30 años de historia de la conferencia.[225]

Esta es la ruta que cubrirá el Tren Maya, una vez esté completamente abierta al público, lo cual se tiene estimado que ocurra en febrero del 2024.

- 15 de diciembre: Se inaugura el primer tramo (San Francisco de Campeche-Cancún Aeropuerto) del Tren Maya, tras más de 3 años de construcción y de estar envuelta en controversia por los estragos ambientales que se generaron durante la obra y de los bloqueos de la justicia mexicana por la "poca" viabilidad del proyecto.[226]
- 16 de diciembre: 
  - En México, se emite por última vez el programa de entrevista Aquí Nos Toco Vivir con Cristina Pacheco, después de emitirse ininterrumpidamente durante casi 46 años.[227]
  - El emir de Kuwait, Nawaf Al-Áhmad Al-Yáber Al-Sabah,fallece a la edad de 86 años y es sucedido por su hermanastro Mishal Al-Áhmad Al-Yáber Al-Sabah.[228]
- 17 de diciembre: 
  - En Guanajuato, México, un comando armado irrumpe una celebración de una posada navideña dentro de una exhacienda de la Ciudad de Salvatierra, dejando un saldo de 11 jóvenes fallecidos.[229]
  - El Estadio Azteca recibe la gran final del Torneo Apertura 2023 de la Liga MX donde el Club América ganó su 14.º título del certamen venciendo en el resultado global de 4-1 a Tigres UANL
- 18 de diciembre: 
  - Varias compañías navieras anuncian la suspensión temporal de sus operaciones en el Mar Rojo debido a los continuos ataques de los rebeldes hutíes contra los buques.[230]
  - Un terremoto de 6,2 sacude el condado de Jishishan, en la provincia de Gansu, China, dejando un saldo de 151 muertos y 982 heridos.
  - Se produce la devaluación más alta de la historia del peso argentino y la tercera mayor pérdida del valor de la moneda nacional de toda la historia argentina solo superada por las dos devaluaciones durante la hiperinflación de 1989 con una desplome del 118 por ciento del valor monetario en un solo día.[231][232]
- 19 de diciembre: Un verano sin ti del cantante puertorriqueño Bad Bunny se convierte en el álbum más escuchado en la historia de Spotify, superando a ÷ del cantante británico Ed Sheeran.[233]
- 20 de diciembre: El expresidente de Surinam Dési Bouterse es condenado a 20 años de prisión por el asesinato de 15 hombres en 1982.[234]
- 21 de diciembre: 
  - El Tribunal de Justicia de la Unión Europea dictamina que las amenazas de la FIFA y la UEFA de sancionar a los clubes de fútbol que deseen unirse a la Superliga Europea son ilegales.[235]
  - Fallece en la Ciudad de México, a los 82 años de edad la periodista, escritora y cronista mexicana Cristina Pacheco. Su trayectoria es reconocida por más de 50 años de labor periodística al servicio de la comunidad, siendo conductora de programas como Aquí Nos Toco Vivir y Conversando con Cristina Pacheco, ambos emitidos por más de 45 y 26 años respectivamente por el Canal Once del Instituto Politécnico Nacional.[236]
  - El tiroteo masivo más mortífero en la historia de la República Checa ocurre en una universidad de Praga, con 15 muertos y otros 25 heridos.[237]
- 22 de diciembre: Se celebra en Arabia Saudita la Copa Mundial de Clubes de la FIFA 2023. En la final, el Manchester City gana y derrota 4-0 al Fluminense.
- 25 de diciembre: Ucrania celebra por primera vez en esta fecha la Navidad Ortodoxa, rompiendo con la tradición de celebrarla cada 7 de enero (gregoriano), equivalente al 25 de diciembre (juliano), desde el origen e implementación del Calendario Gregoriano, esto como respuesta a los crímenes Rusia en medio de la Invasión rusa de Ucrania, iniciada en 2022 y con el fin de apartarse de las celebraciones rusas por dicho motivo.[238][239]

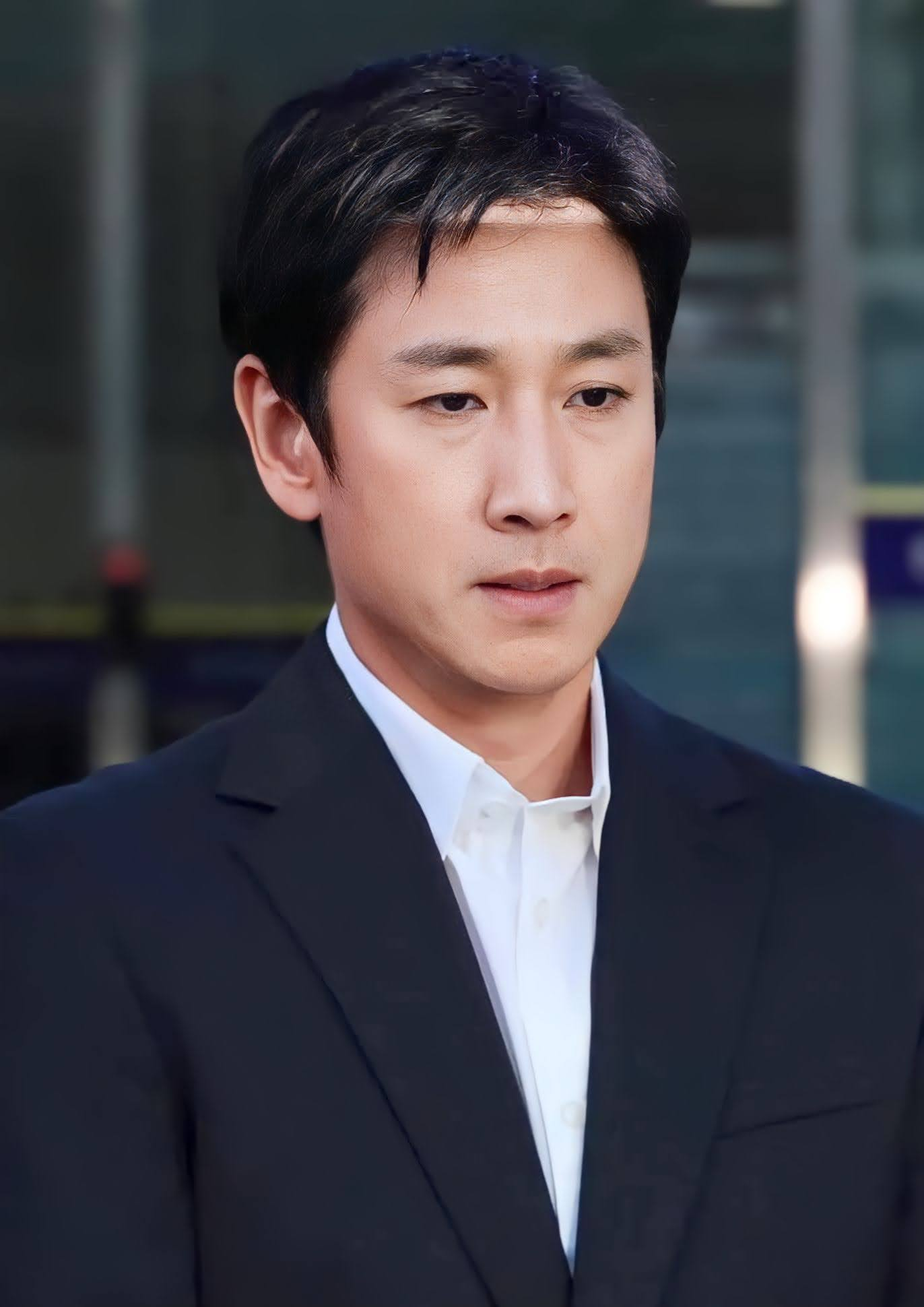
Lee Sun-kyun ganó reconocimiento a nivel mundial por su participación en la película Parásitos.

- 26 de diciembre En México, casí más de 10 años desde su cese, reactiva operaciones Mexicana de Aviación, con el vuelo AIFA-Tulum, operando como MXA1788.
- 27 de diciembre: Fallece el actor surcoreano Lee Sun-kyun.
- 30 de diciembre: 
  - Fallece de infarto agudo de miocardio el piloto brasileño Gil de Ferran.
  - Se anuncia la ampliación del espacio Schengen a Bulgaria y Rumania[240]
- 31 de diciembre: 
  - La reina Margarita II de Dinamarca anuncia su abdicación durante su discurso de Nochevieja en televisión, pasando el título a su sucesor, el actual rey Federico X.[241]
  - Fecha programada para el cese total de emisiones por señal analógica en el Ecuador, dando paso a la televisión digital terrestre.

## Deportes

### Béisbol
- 2 de febrero al 10 de febrero: En Caracas y La Guaira se disputó la Serie del Caribe 2023
- 8 de marzo al 21 de marzo: Se disputó el Clásico Mundial de Béisbol 2023

### Atletismo
- 17 de febrero al 19 de febrero: En Madrid se disputó el LIX Campeonato de España de Atletismo en pista cubierta de 2023.
- 2 de marzo al 5 de marzo: En Estambul se disputó el XXXVII Campeonato Europeo de Atletismo en Pista Cubierta de 2023.
- 28 de julio al 30 de julio: En Torrente se desarrolló el CIII Campeonato de España de Atletismo 2023.
- 19 de agosto al 27 de agosto: En Budapest se disputó el XIX Campeonato Mundial de Atletismo de 2023.

### Balonmano
- 11 de enero al 29 de enero: En Polonia y Suecia se celebró el XXVIII Campeonato Mundial de Balonmano Masculino de 2023.
- 30 de noviembre al 17 de diciembre: En Dinamarca, Noruega y Suecia se celebrará el XXVI Campeonato Mundial de Balonmano Femenino de 2023.

### CrossFit
- 1 de agosto al 6 de agosto: En Madison se celebraron los XVII CrossFit Games 2023.

### Fútbol Americano
- 12 de febrero: en Glendale: se disputó el Super Bowl LVII.
- Se disputará la 104.ª edición de la Temporada 2023 de la NFL.

### Fútbol
- 6 de enero al 28 de mayo: Se disputó la 109.ª edición de Torneo Clausura 2023 (México).
- 13 de enero al 21 de mayo: Se disputó la 93ª edición del Torneo Clausura 2023 de Segunda División de Costa Rica.
- 13 de enero al 27 de mayo: Se disputó la 58ª edición del Torneo Apertura 2023 de Panamá.
- 15 de enero: Se disputó la 2ª edición de la Supercopa Femenina de Costa Rica 2022, con victoria del Sporting Football Club Femenino contra Alajuelense Fútbol Femenino en tanda de penales por 1-3.
- 15 de enero al 28 de mayo: Se disputó la 120ª edición del Torneo Clausura 2023 de Costa Rica.
- 21 de enero al 2 de mayo: Se disputó la 100ª edición del Torneo Clausura 2023 de Nicaragua.
- 21 de enero: Se disputó la 48ª edición del Torneo Clausura 2023 de Guatemala.
- 28 de enero al 4 de junio: Se disputó la 97ª edición del Torneo Clausura 2023 de El Salvador.
- 29 de enero al 25 de junio: Se disputó el Torneo Clausura 2023 de Tercera División de Costa Rica.
- 1 de febrero al 11 de febrero: Se disputó la XIX edición de Copa Mundial de Clubes de la FIFA 2022.
- 15 de febrero al 21 de febrero: Se disputó la Women's Revelations Cup 2023.
- 22 de febrero al 1 de marzo: Se disputó la 31.ª edición de la Recopa Sudamericana 2023.
- 10 de junio: Se disputó la 68.ª Final de la Liga de Campeones de la UEFA 2022-23 en el Estadio Olímpico Atatürk en Estambul, Turquía.
- 20 de julio al 20 de agosto: En Australia y Nueva Zelanda, se disputó la 9.ª edición de la Copa Mundial Femenina de 2023, fue la primera vez que dos países organizaron una Copa Mundial Femenina y que se celebró con 32 equipos participantes.
- 21 de noviembre: En el Estadio Maracaná, luego de una trifulca policial, por primera vez en su historia, la selección de fútbol de Brasil es derrotada en su tierra. A su vez, Argentina se convierte en la primera selección en ganar por Eliminatorias CONMEBOL en Brasil en calidad de visitante. En esta serie de rachas, por primera vez en su historia, Brasil es derrotado tres veces consecutivas.[242]
- Se disputará la 53.ª de la Liga Europa de la UEFA 2023-24.
- Se disputará la 64.ª edición de la Copa Libertadores 2023.
- Se disputará la 32.ª edición de la Premier League 2023-24.
- Se disputará la 64.ª edición de la Copa de la Liga de Inglaterra 2023-24.
- Se disputará la 120.ª edición de la Copa del Rey de fútbol 2023-24.
- Se disputará la 143.ª edición de la FA Cup 2023-24.
- Se disputará la 93.ª edición de la Segunda División de España 2023-24.
- Se disputará la 61.ª edición de la 1. Bundesliga 2023-24.
- Se disputará la 22.ª edición de la English Football League Championship 2023-24.
- Se disputará la 64.ª edición de la Copa de la Liga de Inglaterra 2023-24.
- Se disputará la 36.ª edición de la Supercopa de Italia 2023.
- Se disputará la 92.ª edición de la Serie A (Italia) 2023-24.
- Se disputará la 69.ª edición de la Liga de Campeones de la UEFA 2023-24.
- Se disputará la 93.ª edición de la Primera División de España 2023-24.
- Se disputará la 50.ª edición de la 2. Bundesliga 2023-24.
- Se disputará la 86.ª edición de la Ligue 1 2023-24.
- Se disputará la 78.ª edición de la Temporada 2023-24 de la NBA.
- Se disputará la 15.ª edición de la Copa Libertadores Femenina 2023.
- Se disputará la 4.ª edición de la Copa de la Liga Profesional 2023.
- Se disputará la 94.ª edición del Campeonato de Primera División 2023 de Argentina.
- Se disputará la 121° edición del Torneo Apertura 2023 de Costa Rica.
- Se disputará la 27° edición del Torneo Clausura 2023 Femenina de Costa Rica.
- Se disputará la 94° edición del Torneo Apertura 2023 de Segunda División de Costa Rica.
- Se disputará la 58° edición del Campeonato de Primera División 2023-24 de Honduras.
- Se disputará la Primera División de Guatemala 2023-24.

### Juegos Centroamericanos y del Caribe
- 23 de junio al 8 de julio: En San Salvador se celebraron los Juegos Centroamericanos y del Caribe de 2023.

### Juegos Europeos
- 21 de junio al 2 de julio: En Cracovia se celebraron los Juegos Europeos de 2023.

### Juegos Panamericanos y Parapanamericanos
- 20 de octubre al 5 de noviembre: En Santiago de Chile se celebrarán los Juegos Panamericanos de 2023.
- 17 de noviembre al 25 de noviembre: En Santiago de Chile se celebrarán los Juegos Parapanamericanos de 2023.

### Lucha Libre
- 1 de abril-2 de abril: En el SoFi Stadium de Los Ángeles, California, Estados Unidos: se desarrolló el evento de la WWE, WrestleMania 39.

### Rugby
- 8 de septiembre al 28 de octubre: En Francia, se disputará la Copa Mundial de Rugby de 2023.

## Arte y espectáculos
- Globos de Oro 2022; se celebró el 10 de enero de 2023.
- Critics Choice Awards 2023; se celebró el 15 de enero de 2023.
- BRITS 2023; se celebró el 11 de febrero de 2023.
- 65.ª edición de los Premios Grammy; se celebró el 5 de febrero de 2023.
- The Walt Disney Company y Warner Bros. celebrar su 100° aniversario durante todo el año.
- 95.ª edición de los Premios Óscar; se celebró el 12 de marzo de 2023.

### Cine
Todas las fechas de estreno son de sus países de origen, salvo que se indique lo contrario.
- 6 de enero: M3GAN de Gerard Johnstone.
- 26 de enero (fecha de estreno en México): Winnie-the-Pooh: miel y sangre de Rhys Frake-Waterfield.
- 3 de febrero:
  - 80 for Brady de Kyle Martino.
  - Llaman a la puerta de M. Night Shyamalan.
- 17 de febrero: Ant-Man and the Wasp: Quantumania de Peyton Reed.
- 3 de marzo: Creed III de Michael B. Jordan.
- 16 de marzo: ¡Shazam! La furia de los dioses de David F. Sandberg.
- 24 de marzo: John Wick: Chapter 4 de Chad Stahelski.
- 31 de marzo: Dungeons & Dragons: Honor Among Thieves de Jonathan Goldstein y John Francis Daley.
- 5 de abril:
  - Air de Ben Affleck.
  - Super Mario Bros.: la película de Aaron Horvath y Michael Jelenic.
- 14 de abril: Beau tiene miedo de Ari Aster.
- 5 de mayo: Guardianes de la Galaxia Vol. 3 de James Gunn.
- 19 de mayo: Rápidos y Furiosos X de Louis Leterrier.
- 26 de mayo: La Sirenita de Rob Marshall.
- 2 de junio:
  - Spider-Man: Across the Spider-Verse de Joaquim Dos Santos, Kemp Powers y Justin K. Thompson.
  - Vidas pasadas de Celine Song.
- 9 de junio: Transformers: el despertar de las bestias de Steven Caple Jr.
- 16 de junio:
  - Asteroid City de Wes Anderson.
  - Elemental de Peter Sohn.
  - The Flash de Andy Muschietti.
- 23 de junio: Nimona de Troy Quane y Nick Bruno.
- 30 de junio:
  - Indiana Jones y el dial del destino de James Mangold.
  - Ruby Gillman, Teenage Kraken de Kirk DeMicco.
- 4 de julio: Sonido de libertad de Alejandro Gómez Monteverde.
- 7 de julio: Insidious: The Red Door de Patrick Wilson.
- 12 de julio: Misión imposible: Sentencia mortal - Parte 1 de Christopher McQuarrie.
- 14 de julio: Kimitachi wa Dō Ikiru ka de Hayao Miyazaki.
- 21 de julio:
  - Barbie de Greta Gerwig.
  - Oppenheimer de Christopher Nolan.
- 28 de julio: Haunted Mansion de Justin Simien.
- 2 de agosto: Teenage Mutant Ninja Turtles: Mutant Mayhem de Jeff Rowe.
- 4 de agosto: Meg 2: The Trench de Ben Wheatley.
- 18 de agosto: Blue Beetle de Ángel Manuel Soto.
- 23 de agosto: Anatomía de una caída de Justine Triet.
- 25 de agosto: Gran Turismo de Neill Blomkamp.
- 1 de septiembre: The Equalizer 3 de Antoine Fuqua.
- 15 de septiembre: The Zone of Interest de Jonathan Glazer.
- 22 de septiembre: Expend4bles de Scott Waugh.
- 29 de septiembre:
  - Saw X de Kevin Greutert.
  - The Creator de Gareth Edwards.
- 6 de octubre: The Exorcist: Believer de David Gordon Green.
- 20 de octubre: Los asesinos de la luna de Martin Scorsese.
- 27 de octubre:
  - Five Nights at Freddy's de Emma Tammi.
  - Los que se quedan de Alexander Payne.
- 3 de noviembre: Godzilla Minus One de Takashi Yamazaki.
- 10 de noviembre: The Marvels de Nia DaCosta.
- 17 de noviembre: Trolls Band Together de Walt Dohrn.
- 22 de noviembre:
  - Maestro de Bradley Cooper.
  - Napoleón de Ridley Scott.
  - Wish: el poder de los deseos de Chris Buck y Fawn Veerasunthorn.
- 6 de diciembre: Robot Dreams de Pablo Berger.
- 8 de diciembre: Pobres criaturas de Yorgos Lánthimos.
- 15 de diciembre:
  - American Fiction de Cord Jefferson.
  - La sociedad de la nieve de Juan Antonio Bayona.
  - Wonka de Paul King.
- 22 de diciembre:
  - Aquaman y el Reino Perdido de James Wan.
  - Migration de Benjamin Renner.

### Consolas y Videojuegos
- Ocurren los eventos del videojuego Five Nights At Freddy´s 3, siendo este año el despertar de Springtrap, principal antagonista.
- Videojuegos famosos como Super Mario, Five Nights at Freddy's y Gran Turismo tuvieron adaptaciones al cine estrenadas durante el año.
- Microsoft compra la desarrolladora de videojuegos Activision Blizzard en octubre de 2023.
- 20 de enero: Fire Emblem: Engage para Nintendo Switch.
- 24 de enero: Forspoken para PC y PlayStation 5.
- 25 de enero: Hi-Fi Rush para Xbox Series X|S y PC.
- 8 de febrero: Metroid Prime Remastered para Nintendo Switch. Remasterización del aclamado videojuego de 2002.
- 10 de febrero: Hogwarts Legacy para PlayStation 5, Xbox Series X|S y PC. Tendría un lanzamiento para las plataformas PlayStation 4 y Xbox One el 5 de mayo y para Nintendo Switch el 14 de noviembre.
- 14 de marzo: WWE 2K23 para PlayStation 4, PlayStation 5, Xbox One, Xbox Series X|S, Nintendo Switch y PC.
- 17 de marzo: Bayonetta Origins: Cereza and the Lost Demon para Nintendo Switch.
- 21 de marzo: Tchia para PlayStation 4, PlayStation 5 y PC. Se lanzaría para Xbox One, Xbox Series X|S y Nintendo Switch en 2024.
- 24 de marzo: Resident Evil 4 para PlayStation 4, PlayStation 5, Xbox Series X|S y PC. Remake del clásico videojuego de 2005.
- 28 de marzo: The Last of Us Part I para PC. Port de la versión de PlayStation 5 lanzado el año anterior.
- 7 de abril: EA Sports PGA Tour para PlayStation 5, Xbox Series X|S y PC.
- 19 de abril: Final Fantasy I-VI Pixel Remaster para PlayStation 4 y Nintendo Switch.
- 21 de abril:
  - Advance Wars 1+2: Re-Boot Camp para Nintendo Switch
  - Dead Island 2 para PlayStation 4, PlayStation 5, Xbox One, Xbox Series X|S y PC.
- 28 de abril: Star Wars Jedi: Survivor para PlayStation 5, Xbox Series X|S y PC.
- 2 de mayo: Redfall para Xbox Series X|S y PC.
- 12 de mayo: The Legend of Zelda: Tears of the Kingdom para Nintendo Switch.
- 19 de mayo: Lego 2K Drive para PlayStation 4, PlayStation 5, Xbox One, Xbox Series X|S, Nintendo Switch y PC.
- 23 de mayo: Star Trek: Resurgence para PlayStation 4, PlayStation 5, Xbox Series X|S y PC.
- 25 de mayo: El Señor de los Anillos: Gollum para PlayStation 4, PlayStation 5, Xbox One, Xbox Series X|S y PC.
- 2 de junio: Street Fighter 6 para PlayStation 4, PlayStation 5, Xbox Series X|S y PC.
- 6 de junio:
  - Amnesia: The Bunker para PlayStation 4, PlayStation 5, Xbox One, Xbox Series X|S y PC.
  - Diablo IV para PlayStation 4, PlayStation 5, Xbox One, Xbox Series X|S y PC.
- 19 de junio: Aliens: Dark Descent para PlayStation 4, PlayStation 5, Xbox One, Xbox Series X|S y PC.
- 20 de junio: Crash Team Rumble para PlayStation 4, PlayStation 5, Xbox One, Xbox Series X|S y PC.
- 22 de junio: Final Fantasy XVI para PlayStation 5.
- 29 de junio: Tomb Raider: The Lara Croft Collection para Nintendo Switch.
- 18 de julio: Lisa: Definitive Edition para PlayStation 4, PlayStation 5, Xbox One, Xbox Series X|S y Nintendo Switch. Port del videojuego homónimo de 2014.
- 21 de julio: Pikmin 4 para Nintendo Switch.
- 28 de julio: Disney Illusion Island para Nintendo Switch.
- 3 de agosto: Baldur's Gate III para PC. Sería lanzado para PlayStation 5 el 6 de septiembre y para Xbox Series X|S el 7 de diciembre.
- 15 de agosto: Moving Out 2 para PlayStation 4, PlayStation 5, Xbox One, Xbox Series X|S, Nintendo Switch y PC.
- 17 de agosto: Red Dead Redemption para PlayStation 4 y Nintendo Switch. Port del videojuego homónimo de 2010.
- 18 de agosto:
  - Madden NFL 24 para PlayStation 4, PlayStation 5, Xbox One, Xbox Series X|S y PC.
  - The Texas Chain Saw Massacre para  PlayStation 4, PlayStation 5, Xbox One, Xbox Series X|S y PC.
- 29 de agosto:
  - Samba de Amigo: Party Central para Nintendo Switch.
  - Sea of Stars para PlayStation 4, PlayStation 5, Xbox One, Xbox Series X|S, Nintendo Switch y PC.
- 6 de septiembre: Starfield para Xbox Series X|S y PC.
- 8 de septiembre: NBA 2K24 para PlayStation 4, PlayStation 5, Xbox One, Xbox Series X|S, Nintendo Switch y PC.
- 14 de septiembre:
  - Dune: Spice Wars para PC.
  - F-Zero 99 para Nintendo Switch.
- 15 de septiembre: Baten Kaitos Ⅰ&Ⅱ HD Remaster para Nintendo Switch. Remasterizaciones de las 2 entregas de la serie Batten Kaitos.
- 19 de septiembre:
  - Lies of P para PlayStation 5, Xbox Series X|S y PC.
  - Mortal Kombat 1 para PlayStation 5, Xbox Series X|S, Nintendo Switch y PC.
- 21 de septiembre: Payday 3 para PlayStation 5, Xbox Series X|S y PC.
- 28 de septiembre: Disney Speedstorm para PlayStation 4, PlayStation 5, Xbox One, Xbox Series X|S, Nintendo Switch y PC.
- 29 de septiembre: EA Sports FC 24 para PlayStation 4, PlayStation 5, Xbox One, Xbox Series X|S, Nintendo Switch y PC.
- 5 de octubre: Assassin's Creed Mirage para PlayStation 4, PlayStation 5, Xbox One, Xbox Series X|S y PC.
- 6 de octubre: Detective Pikachu Returns para Nintendo Switch.
- 10 de octubre: Forza Motorsport para Xbox Series X|S y PC.
- 17 de octubre: Sonic Superstars para PlayStation 4, PlayStation 5, Xbox One, Xbox Series X|S, Nintendo Switch y PC.
- 20 de octubre:
  - Spider-Man 2 para PlayStation 5.
  - Super Mario Bros. Wonder para Nintendo Switch.
- 24 de octubre:
  - Metal Gear Solid: Master Collection - Volumen 1 para PlayStation 5, Xbox Series X|S, Nintendo Switch y PC.
  - The Lord of the Rings: Return to Moria para PlayStation 5 y PC.
- 27 de octubre: Alan Wake II para PlayStation 5, Xbox Series X|S y PC.
- 2 de noviembre: RoboCop: Rogue City para PlayStation 5, Xbox Series X|S y PC.
- 3 de noviembre: WarioWare: Move It! para Nintendo Switch.
- 9 de noviembre: Like a Dragon Gaiden: The Man Who Erased His Name para PlayStation 4, PlayStation 5, Xbox One, Xbox Series X|S y PC.
- 10 de noviembre: Call of Duty: Modern Warfare 3 para PlayStation 4, PlayStation 5, Xbox One, Xbox Series X|S y PC.
- 14 de noviembre: Nickelodeon All-Star Brawl 2 para PlayStation 4, PlayStation 5, Xbox One, Xbox Series X|S, Nintendo Switch y PC.
- 17 de noviembre:
  - Naruto x Boruto: Ultimate Ninja Storm Connections para PlayStation 4, PlayStation 5, Xbox One, Xbox Series X|S y Nintendo Switch
  - Super Mario RPG para Nintendo Switch. Remake del aclamado videojuego homónimo de 1996.
- 7 de diciembre: Avatar: Frontiers of Pandora para PlayStation 5, Xbox One, Xbox Series X|S y PC.